# John Wayne Gacy
John Wayne Gacy (ur. 17 marca 1942 w Chicago, zm. 10 maja 1994 w Crest Hill) – amerykański seryjny morderca i przestępca seksualny działający w okolicach Chicago, który w latach 1972–1978 torturował, gwałcił i mordował młodych mężczyzn i chłopców. Skazano go za trzydzieści trzy morderstwa, ale sam podczas przesłuchań stwierdził, że mógł zabić nawet czterdzieści pięć osób. Ze względu na to, że publicznie często występował w przebraniu klauna, nadano mu przydomek Killer Clown. Wszystkich zabójstw dokonywał w swoim domu, do którego zwabiał ofiary, a następnie pod pretekstem pokazania magicznych sztuczek skuwał kajdankami, gwałcił i zabijał – głównie poprzez uduszenie. Dwadzieścia sześć ofiar zakopał w podpiwniczeniu domu, trzy w innych miejscach na terenie swojej posesji, a cztery wrzucił do rzeki Des Plaines.
W 1968 sąd w Waterloo skazał go za pederastię na dziesięć lat więzienia, z którego wypuszczono go po osiemnastu miesiącach. Pierwszą ofiarę zamordował w 1972, do końca 1975 dwie kolejne, a po rozwodzie z drugą żoną w 1975 co najmniej trzydzieści. Został aresztowany 21 grudnia 1978 po tym, jak jego zbrodnie odkryto w związku ze śledztwem prowadzonym w sprawie zaginięcia piętnastoletniego Roberta Piesta. Podczas procesu zakończonego 13 marca 1980 został skazany na karę śmierci poprzez wstrzyknięcie trucizny, którą wykonano 10 maja 1994 w więzieniu Stateville.

## Życiorys

### Dzieciństwo i młodość
Urodził się 17 marca 1942 w chicagowskim Edgewater Hospital jako drugie z trójki dzieci Johna Stanleya Gacy’ego i Marion Elaine Robison. Jego ojciec był mechanikiem samochodowym i weteranem I wojny światowej, a matka gospodynią domową. Rodzice byli katolikami, po których Gacy odziedziczył polskie i duńskie pochodzenie.
W dzieciństwie był blisko z matką i dwiema siostrami, miał jednak trudne relacje z ojcem – alkoholikiem fizycznie i psychicznie znęcającym się nad rodziną. Ojciec wielokrotnie poniżał Gacy’ego, nazywając „głupim i tępym” oraz porównując nieprzychylnie do sióstr. Gacy stwierdził, że jednym z jego najwcześniejszych wspomnień jest to, jak w wieku czterech lat dostał lanie od ojca za nieumyślne przestawienie części silnika. Matka próbowała bronić go przed Stanleyem, w wyniku czego ten zaczął nazywać go „mięczakiem” i „maminsynkiem”, który „pewnie wyrośnie na pedała”. W 1949 ojciec wychłostał go za to, że wraz z innym chłopcem napastowali seksualnie dziewczynkę. W tym samym roku przyjaciel rodziny zaczął molestować Gacy’ego, o czym ten nigdy nie powiedział ojcu, obawiając się, że zostanie obarczony za to winą. Pomimo surowego charakteru ojca Gacy stwierdził, że kochał go, ale miał wrażenie, że nigdy nie był dość dobry, żeby zyskać jego szacunek.
Był dzieckiem z nadwagą unikającym aktywności fizycznej, głównie w związku z zaleceniami lekarskimi dotyczącymi problemów z sercem. W czwartej klasie zaczął doznawać omdleń skutkujących utratą przytomności; po jednym z nich trafił do szpitala, a w 1957 stwierdzono u niego zapalenie wyrostka robaczkowego. Jak sam oszacował, pomiędzy czternastym a osiemnastym rokiem życia spędził w szpitalu łącznie około dwunastu miesięcy, a ze względu na liczne nieobecności pogorszyły się jego oceny. Przypadłość zdrowotna Gacy’ego nigdy nie została dokładnie zdiagnozowana; ojciec podejrzewał, że symuluje, oskarżając go nawet o to bezpośrednio, kiedy Gacy leżał w szpitalu.
W 1960, w wieku osiemnastu lat, zaangażował się w politykę, pracując jako asystent lidera okręgu kampanii miejscowego kandydata demokratów. Decyzja ta spotkała się z krytyką ze strony ojca, który nazwał go „frajerem”. W tym samym roku Stanley kupił mu samochód, pozostał jednak jego właścicielem przez kilka lat, dopóki Gacy go nie spłacił. Do tego momentu jeśli Gacy zrobił coś, co nie podobało się ojcu, ten zabierał mu kluczyki. Kiedy w kwietniu 1962 dorobił dodatkową parę, ojciec wyciągnął z samochodu aparat zapłonowy. Kiedy oddał go po trzech dniach, Gacy z 136 dolarami w kieszeni wyjechał do Las Vegas, mając nadzieję zamieszkać u kuzyna.
W Nevadzie pracował w pogotowiu ratunkowym, a następnie przeniesiono go do kostnicy. Przez trzy miesiące obserwował pracowników zakładu pogrzebowego przygotowujących ciała, sporadycznie niosąc trumnę. Spał wtedy w pokoju na zapleczu pomieszczenia, w którym przygotowywano zwłoki. W późniejszym czasie zeznał, że któregoś wieczoru wszedł do trumny nastoletniego chłopaka i zaczął obejmować oraz pieścić jego ciało, co wywołało u niego szok. Po tym wydarzeniu wrócił do domu.

### Pierwsze małżeństwo; pobyt w Waterloo

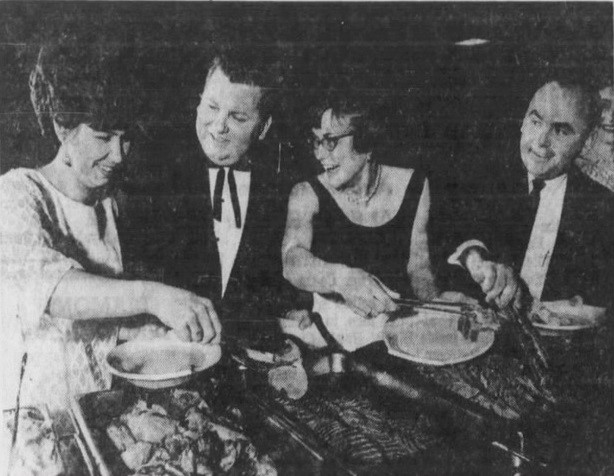
Gacy i Myers (po lewej) na bożonarodzeniowym spotkaniu jaycees z Waterloo.

Niedługo później, pomimo nieukończenia studiów, przyjęto go do Northwestern Business College, który ukończył w 1963, a następnie został stażystą ds. zarządzania w Nunn-Bush Shoe Company. Rok później firma przeniosła go do Springfield, gdzie pracował jako sprzedawca, aż ostatecznie awansował na kierownika działu. W marcu 1964 zaręczył się ze swoją współpracowniczką, Marlynn Myers. W międzyczasie dołączył do miejscowej struktury United States Junior Chamber. W tym samym roku po raz drugi miał homoseksualne doświadczenie – według Gacy’ego jeden z jaycees upił go i uprawiał z nim seks oralny. W 1965 został wiceprzewodniczącym USJC w Springfield, uznano go też za trzeciego najbardziej wyróżniającego się jaycee w Illinois.
Gacy ożenił się z Myers we wrześniu 1964. Jego teść niedługo później kupił trzy restauracje sieci Kentucky Fried Chicken (KFC) w Waterloo. Małżeństwo przeniosło się do Iowa wiedząc, że będzie musiało zamieszkać w dawnym domu rodziców Myers, a Gacy zostanie kierownikiem restauracji. Ten zgodził się na tę propozycję – teść zaproponował mu wynagrodzenie w wysokości 15 tys. USD rocznie (odpowiednik ok. 150 tys. w 2024) oraz udział w zyskach restauracji. W piwnicy jednej z nich Gacy otworzył „klub”, w którym pracownicy mogli pić alkohol i grać w bilard. Chociaż zatrudniał nastolatków obojga płci, czas spędzał tylko z mężczyznami. Wielu z nich częstował alkoholem, a następnie składał im propozycje seksualne; jeśli odmawiali, twierdził, że żartował bądź w ten sposób testował ich kręgosłup moralny.
W lutym 1966 urodził się syn Gacy’ego i Myers, Michael, a w marcu 1967 ich córka Christine. W późniejszych czasach Gacy opisał ten etap swojego życia jako „idealny”, w którym udało mu się wreszcie zyskać aprobatę ojca. Kiedy odwiedzał rodziców w lipcu 1966, ojciec na osobności przeprosił go za znęcanie się nad nim i przyznał, że mylił się co do niego. W Waterloo Gacy dołączył do miejscowego oddziału USJC, w którego strukturach udzielał się dodatkowo po dwunasto-, czternastogodzinnej pracy w restauracjach. Na spotkania organizacji często przynosił smażonego kurczaka i nalegał, żeby nazywać go „Pułkownikiem”. Wraz z innymi jaycees nadużywał narkotyków, nałogowo oglądał pornografię, korzystał z usług prostytutek i swingował. Chociaż Gacy’ego uznawano za ambitnego samochwałę, członkowie organizacji wyrażali się o nim bardzo pozytywnie ze względu na działalność w obszarze zbiórek pieniędzy; w 1967 otrzymał tytuł „wybitnego wiceprezesa” i dostał się do rady nadzorczej.

### Napaść na Donalda Voorheesa; pierwszy pobyt w więzieniu
W sierpniu 1967 napastował seksualnie piętnastoletniego Donalda Voorheesa Jr., syna Donalda E. Voorheesa – miejscowego polityka, także jaycee. Gacy zwabił Voorheesa do swojego domu pod pretekstem pokazania mu pornograficznych filmów, które regularnie puszczał na imprezach organizacji. W domu upił chłopaka, puścił pornografię i zmusił do wzajemnego seksu oralnego, stwierdzając, że „zanim zacznie uprawiać seks z kobietami, musi uprawiać go z mężczyzną”. W ciągu następnych miesięcy napastował seksualnie kilku innych nieletnich; jednego z nich zachęcił najpierw do uprawiania seksu z Myers, a następnie szantażował go, domagając się, żeby mógł zrobić mu fellatio. Kilkoro nastolatków przekonał, że prowadzi badania naukowe nad homoseksualizmem, za „udział” w nich płacąc każdemu po 50 USD.
W marcu 1968 Voorhees przyznał ojcu, że był napastowany seksualnie, a ten powiadomił policję, która po aresztowaniu Gacy’ego oskarżyła go o pederastię i próbę napaści na szesnastoletniego Edwarda Lyncha. Gacy stanowczo zaprzeczył oskarżeniom i domagał się przeprowadzenia testów wariografem, których wyniki sugerowały „możliwe oszustwo”. Publicznie stwierdził, że nie dopuścił się żadnego czynu zabronionego, a oskarżenia Voorheesa Sr. – sprzeciwiającego się nominowaniu go na przewodniczącego United States Junior Chamber w Iowa – są umotywowane politycznie. Kilku jaycees uznało jego tłumaczenie za wiarygodne i wyraziło poparcie dla niego, jednak 10 maja Gacy’ego aresztowano za pederastię.
30 sierpnia Gacy zapłacił 300 USD jednemu ze swoich pracowników, osiemnastoletniemu Russellowi Schroederowi, za napaść na Voorheesa mającą odwieść go od zeznawania w sądzie. Schroeder zwabił chłopaka do odosobnionego miejsca w parku, psiknął mu w oczy sprayem do samoobrony i pobił. Voorheesowi udało się uciec i zgłosić napaść na policję. Schroedera aresztowano następnego dnia; początkowo wszystkiego się wyparł, szybko jednak przyznał się do winy i wskazał zleceniodawcę. Policja aresztowała Gacy’ego pod zarzutem napaści na świadka i próby zastraszenia go. 12 września Gacy’ego skierowano na badania, które przeprowadzono w szpitalu psychiatrycznym University of Iowa. Dwóch badających go doktorów orzekło, że Gacy ma osobowość dyssocjalną (jest socjopatą i/lub psychopatą), kierowanie go na terapię prawdopodobnie nie przyniesie efektów, a jego wzorce zachowania z dużą dozą prawdopodobieństwa sprawią, że w przyszłości będzie ustawicznie popadał w konflikt ze społeczeństwem. Stwierdzili także, że jest zdrowy na umyśle i może stanąć przed sądem.

Najbardziej uderzającym aspektem wyników badania jest całkowite zaprzeczenie przez pacjenta odpowiedzialności za wszystko, co mu się przydarzyło. Potrafi znaleźć „alibi” na każde oskarżenie. Przedstawia się jako ofiara okoliczności i obwinia innych ludzi, którzy rzekomo chcą go dopaść. (...) Pacjent próbuje wzbudzić wobec siebie współczucie, przedstawiając się jako osobę zdaną na łaskę wrogiego środowiska.

7 listopada 1968 sąd uznał Gacy’ego za winnego pederastrii w przypadku Voorheesa i niewinnego w przypadku trzech innych nieletnich. Gacy zeznał, że Voorhees zaproponował mu seks, a on – kierowany ciekawością – skorzystał z okazji, jednak sąd i przysięgli nie dali wiary jego wersji. 3 grudnia skazano go na dziesięć lat więzienia w placówce Anamosa State Penitentiary. Tego samego dnia Myers wniosła o rozwód, domagając się przyznania jej domu i całego majątku pary, wyłącznej opieki nad dziećmi i alimentów. Sąd przychylił się do jej wniosku, a rozwód orzeczono 18 września 1969; Gacy nigdy więcej nie widział już Myers ani dzieci.
Podczas pobytu w zakładzie karnym Gacy’ego szybko uznano za wzorowego więźnia. Kilka miesięcy po uwięzieniu mianowano go głównym kucharzem. Dołączył także do więziennego oddziału jaycees, w ciągu półtora roku zwiększając liczbę członków tej struktury z pięćdziesięciu do sześciuset pięćdziesięciu. Doprowadził do wzrostu dniówki więźniów pracujących w kantynie i nadzorował kilka projektów mających na celu poprawienie warunków bytowych osadzonych w placówce, w tym m.in. montaż toru do minigolfa. W lutym 1970 więzienny oddział USJC wyróżnił go nagrodą za wzorową służbę. W czerwcu 1969 odrzucono wniosek Gacy’ego o zwolnienie warunkowe. Przygotowując się do złożenia drugiego wniosku w maju 1970 ukończył szesnaście kursów szkoły średniej, w listopadzie 1969 zdobywając dyplom jej ukończenia. W Boże Narodzenie 1969 Stanley zmarł na marskość wątroby; usłyszawszy o śmierci ojca, Gacy miał rzucić się na podłogę i szlochać. Odmówiono mu przepustki na udział w jego pogrzebie.

### Powrót do Chicago
Gacy wyszedł warunkowo z więzienia 18 czerwca 1970, po odsiedzeniu osiemnastu miesięcy z dziesięcioletniego wyroku. Warunkiem zwolnienia był zakaz opuszczania domu w godzinach nocnych i zamieszkanie z matką w Chicago. Wychodząc z więzienia oświadczył Clarence’owi Lane’owi – odbierającemu go jaycee z grupy wierzącej w jego niewinność – że „nigdy więcej nie wróci do więzienia” i zamierza urządzić sobie życie na nowo w Waterloo, jednak w ciągu doby przeniósł się do Chicago. 19 czerwca autobusem dotarł do miasta, gdzie niedługo później zatrudnił się jako kucharz w barze szybkiej obsługi.
12 lutego 1971 został oskarżony o napastowanie seksualne nastoletniego chłopca, którego zwabił do samochodu na dworcu autobusowym Greyhound, zawiózł do siebie i próbował zmusić do seksu. Sąd oddalił oskarżenie, kiedy chłopiec nie pojawił się na rozprawie. 22 czerwca Gacy’ego aresztowano ponownie za napaść seksualną i nieprzyzwoite prowadzenie się – zarzuty wystosował młody mężczyzna twierdzący, że Gacy pokazując odznakę szeryfa podstępem zwabił go do samochodu i zmusił do seksu oralnego. Zarzuty wycofano po tym, jak mężczyzna próbował szantażować Gacy’ego. Rada ds. zwolnień warunkowych w Iowa nigdy nie dowiedziała się o tych incydentach, wobec czego zwolnienie warunkowe Gacy’ego zakończyło się oficjalnie 18 października 1971. Miesiąc później kartoteka kryminalna Gacy’ego w Iowa przestała być publicznie dostępna.
Dzięki finansowej pomocy matki Gacy kupił dom przy West Summerdale Avenue 8213 w Norwood Park Township pod Chicago. Mieszkał w nim do momentu aresztowania w grudniu 1978, tam też dokonał wszystkich przypisywanych mu zabójstw. W sierpniu 1971, niedługo po wprowadzeniu się wraz z matką do domu w Norwood, zaręczył się z Carole Hoff, z którą krótko umawiał się jeszcze w liceum. Carole wraz z dwiema córkami z poprzedniego małżeństwa niedługo później wprowadziła się do Gacych. Pobrali się 1 lipca 1972, a matka Gacy’ego wyprowadziła się niedługo przed ślubem. Do 1975 Gacy przyznał Hoff, że jest biseksualny. W Dzień Matki 1975 oświadczył żonie, że „po raz ostatni” uprawiali ze sobą seks; zaczął spędzać noce poza domem, wracając nad ranem i tłumacząc się pracą do późna albo spotkaniami biznesowymi. Hoff zauważyła, że Gacy zaczął przyprowadzać nad ranem do garażu nastoletnich chłopców, a w domu znalazła gejowską pornografię oraz należące do innych mężczyzn portfele i dowody osobiste. Zapytany o to Gacy odpowiedział żonie, że nie jest to sprawa, którą powinna się interesować. W październiku 1975, po wyjątkowo intensywnej kłótni, Hoff wniosła o rozwód. Gacy zgodził się, a za obopólną zgodą żona i pasierbice mieszkały w jego domu do lutego 1976. 2 marca sprawa rozwodowa zakończyła się z orzeczeniem o winie Gacy’ego – jako powód Hoff podała fałszywie, że zdradzał ją z innymi kobietami.

#### Klaunada
Po dołączeniu do miejscowego oddziału organizacji Moose International Gacy dowiedział się o klubie „Jolly Joker”, którego członkowie przebierali się w stroje klaunów podczas zbiórek charytatywnych oraz jako klauni odwiedzali dzieci w szpitalach. Gacy zapisał się do klubu pod koniec 1975, a następnie wymyślił postacie o imionach Pogo i Patches, samodzielnie projektując ich makijaż i kostiumy. Poga scharakteryzował jako „wesołka”, a Patchesa jako „bardziej poważnego”.
Gacy’emu rzadko udawało się zdobyć pieniądze na klaunadach, ale – jak sam stwierdził w późniejszym czasie – przebieranie pozwalało mu „cofnąć się do czasów dzieciństwa”. Jako Pogo występował na wielu miejscowych imprezach, wydarzeniach politycznych i zbiórkach charytatywnych, często odwiedzał też dzieci przebywające w szpitalach. Przebranie klauna nosił na tyle często, że z czasem zaczęto je z nim utożsamiać, a po aresztowaniu w 1978 część mediów nadała mu przydomek „Killer Clown” (Zabójczy Klaun).

#### PDM Contractors
W 1971 Gacy założył działającą w niepełnym wymiarze firmę remontową PDM Contractors, której nazwa pochodziła od „painting, decorating, and maintenance” („malowanie, dekorowanie i konserwacja”). Po otrzymaniu zgody kuratora sądowego za dnia pracował jako kucharz, a wieczorami przy remontach. Początkowo zajmował się drobnymi naprawami, z czasem rozszerzając działalność o projektowanie wnętrz, przemeblowania i prace w ogrodzie. W połowie 1973 zrezygnował z pracy jako kucharz, żeby w całości skoncentrować się na lepiej rokującej PDM Contractors. Do 1975 firma znacząco się rozrosła, wobec czego Gacy pracował nawet po szesnaście godzin dziennie. W 1977 został nadzorcą firmy PE Systems specjalizującej się w remontach i przemeblowaniach aptek. Pracując na dwóch etatach nierzadko pracował nawet nad czterema zleceniami jednocześnie i często podróżował do innych stanów. W 1978 roczny dochód PDM wynosił ponad 200 tys. USD (ok. 950 tys. USD w 2024).
Większość pracowników PDM stanowili uczniowie szkół średnich i młodzi mężczyźni. Gacy wielokrotnie składał pracownikom propozycje seksualne albo domagał się od nich czynności seksualnych w zamian za chociażby pożyczenie samochodu, udzielenie pożyczki czy awans. Twierdził także, że ma więcej niż jedną sztukę broni palnej, a jednemu z pracowników groził twierdząc, że zabicie go i pozbycie się ciała nie będzie nastręczało mu żadnych trudności. W 1973 w towarzystwie pracownika wyleciał na Florydę, żeby obejrzeć nieruchomość, którą kupił. W motelowym pokoju zgwałcił podwładnego, który po powrocie do Chicago pobił go na jego podjeździe. Podczas rozmowy z Hoff skłamał, że mężczyzna wściekł się, bo odmówił zapłacenia mu za fuszerkę przy pracy.
W maju 1975 Gacy zatrudnił piętnastoletniego Anthony’ego Antonucciego. Dwa miesiące później Antonucci doznał kontuzji stopy, a Gacy odwiedził go pod pretekstem sprawdzenia, jak się czuje. Na miejscu wspólnie wypili butelkę wina i obejrzeli heteroseksualny film pornograficzny, po czym Gacy próbował skuć chłopaka, jednak temu – jako członkowi szkolnej drużyny zapaśniczej – udało się go obezwładnić. Antonucci wypuścił Gacy’ego, kiedy ten obiecał, że natychmiast wyjdzie z jego domu. Po tym wydarzeniu nastolatek pracował w PDM jeszcze przez dziewięć miesięcy, a Gacy nie próbował go już napastować.
26 lipca 1976 Gacy zgarnął osiemnastoletniego autostopowicza Davida Crama i zaproponował mu pracę w PDM, którą ten przyjął tego samego wieczoru. 21 sierpnia Cram wprowadził się do domu Gacy’ego; nazajutrz – żeby uczcić dziewiętnaste urodziny chłopaka – wspólnie spożywali alkohol, a Gacy przebrał się za Poga. Gacy’emu nie udało się skutecznie wmanewrować Crama w założenie kajdanek; kiedy oświadczył mężczyźnie, że zamierza go zgwałcić, ten kopnął go w twarz i oswobodził się. Miesiąc później ponownie napastował Crama, jednak ostatecznie odpuścił. 5 października Cram wyprowadził się z West Summerdale Avenue i zwolnił z PDM, ale przez następne dwa lata od czasu do czasu pracował dla Gacy’ego. Niedługo po wyprowadzce Crama do domu wprowadził się inny pracownik, osiemnastoletni Michael Rossi, pracujący w PDM od 23 maja. Rossi mieszkał z Gacym do kwietnia 1977, czasami asystując mu podczas wydarzeń firmowych w przebraniu klauna – Gacy występował jako Pogo, a Rossi jako Patches.

#### Działalność społeczna i polityczna

Gacy z Rosalynn Carter (6 maja 1978).

Po powrocie do Chicago Gacy szybko zaangażował się w pracę na rzecz miejscowej społeczności. Poza charytatywną działalnością jako klaun pomagał chociażby sąsiadom, w tym m.in. poprzez nieodpłatne użyczanie im narzędzi czy odśnieżanie chodników. W latach 1974–1978 corocznie organizował letnie imprezy tematyczne, na których pojawiało się około czterystu osób, w tym miejscowi politycy i biznesmeni. Związał się ze strukturami chicagowskiej Partii Demokratycznej, początkowo oferując nieodpłatne sprzątanie jej siedziby, do czego delegował pracowników PDM. Z czasem zaproponowano mu dołączenie do komitetu ds. oświetlenia ulicznego regionu Norwood Park Township, aż ostatecznie otrzymał tytuł kapitana okręgu.
Jako Amerykanin częściowo polskiego pochodzenia działał także na rzecz chicagowskiej Polonii. W 1975 wybrano go na głównego organizatora corocznej polonijnej parady z okazji uchwalenia Konstytucji 3 maja. Podczas imprezy odbywającej się 6 maja 1978, na niespełna pół roku przed aresztowaniem, sfotografowano go z Rosalynn Carter i przypinką „S” w klapie marynarki, poświadczającą, że został zweryfikowany przez United States Secret Service. Dopuszczenie w pobliże pierwszej damy skazanego prawomocnym wyrokiem przestępcy seksualnego – kilkukrotnie oskarżonego także w Chicago – uznano później za jedną z największych kompromitacji w historii amerykańskich tajnych służb.

## Zabójstwa
Gacy zamordował co najmniej trzydziestu trzech nastolatków i młodych mężczyzn, ciała dwudziestu sześciu z nich zakopując w podpiwniczeniu swojego domu. Jego ofiarami byli zarówno mężczyźni, których znał, jak i przypadkowi, zwabieni w okolicach dworca autobusowego Greyhound, parku Washingtona lub z ulic w pobliżu miejsc, w których prace prowadziła PDM. Uprowadzonym proponował alkohol, narkotyki lub pieniądze w zamian za seks. Część ofiar została przez niego uprowadzona, inne dobrowolnie wsiadały do jego samochodu – często pokazywał im fałszywą odznakę szeryfa, a na czarnym oldsmobile’u 98 miał zamontowanego koguta. Z reguły zwabiał do domu jedną ofiarę, aczkolwiek po aresztowaniu przyznał, że więcej niż raz „zaliczył dubla”, tj. zamordował dwie osoby tego samego wieczoru.
Modus operandi Gacy’ego było zwabianie do swojego domu młodych mężczyzn, których odurzał alkoholem lub narkotykami, jeśli nie udało mu się zdobyć ich zaufania. Następnie proponował im zaprezentowanie „magicznej sztuczki” z kajdankami – nierzadko w ramach klaunady. Zazwyczaj krępował sobie ręce za plecami i oswobadzał się za pomocą ukrytego klucza, proponując ofiarom, żeby spróbowały same. Skrępowane ofiary gwałcił i torturował, często siadając na nich okrakiem albo na ich klatkach piersiowych, domagając się, żeby zrobiły mu fellatio. Stosował różne rodzaje tortur i upokorzeń, m.in. przypalanie cygarami, zmuszanie do udawania konia, którego dosiadał i powoził prowizorycznymi lejcami, oraz gwałty analne różnymi przedmiotami, takimi jak dilda i plastikowe buteleczki po lekach na receptę. Kostki ofiar często przykuwał do drewnianej belki, ręce skuwając na obu jej końcach; technikę tę podchwycił od innego seryjnego zabójcy, Deana Corlla. Wielokrotnie pastwiąc się nad ofiarami drwił z nich; kilka podduszał poprzez podtopienie w wannie, a następnie cucił i ponownie pozbawiał przytomności.
Większość ofiar zabił poprzez założenie im na szyje opasek uciskowych, które następnie zacieśniał trzonkiem od młotka. Metodę tę określał mianem „sztuczki z liną”, często informując ofiary, że jest to „ostatnia sztuczka” w ich życiu. Niektóre ofiary umierały w cierpieniach „przez godzinę czy dwie”, a kilka innych zmarło wskutek zadławienia się kawałkami szmat, które Gacy wpychał im do gardeł jako kneble. Wszystkie ofiary za wyjątkiem dwóch ostatnich zginęły pomiędzy 3.00 a 6.00. W większości przypadków Gacy ukrywał ciała pod swoim łóżkiem przez około dobę, zanim zakopał je w podpiwniczeniu, którego ziemię od czasu do czasu polewał tlenkiem wapnia, żeby przyspieszyć rozkład. Nieliczne ofiary zakopał w garażu albo zabalsamował przed pochówkiem.

### Timothy McCoy
Pierwszego znanego zabójstwa dokonał 3 stycznia 1972. Według późniejszych zeznań Gacy’ego rankiem 2 stycznia pojechał do Richard J. Daley Center obejrzeć wystawę rzeźb z lodu. Na dworcu autobusowym Greyhound zwabił do swojego samochodu wracającego do ojca w Omasze szesnastoletniego Timothy’ego Jacka McCoya, którego autobus opóźnił się do południa. Gacy zabrał McCoya na wycieczkę krajoznawczą po mieście, a następnie zawiózł do domu, przekonując, że może u niego przenocować, a nazajutrz odwiezie go na dworzec. Przed zidentyfikowaniem McCoya policja i Gacy określali go mianem „chłopaka z dworca Greyhound”.
Gacy zeznał, że 3 stycznia obudził się widząc McCoya stojącego w drzwiach jego sypialni z nożem kuchennym w ręce. McCoy miał podnieść obie ręce na znak, że się poddaje, nieumyślnie raniąc Gacy’ego w ramię. Gacy rozbroił McCoya uderzając jego głową w ścianę. McCoy kopnął Gacy’ego w brzuch, temu jednak udało się go złapać i powalić na podłogę, na której zadał mu kilka ciosów nożem w klatkę piersiową. Kiedy poszedł do kuchni umyć nóż, zobaczył przygotowane na stole śniadanie dla dwóch osób; McCoy miał wejść do jego sypialni, żeby go obudzić, zapominając odłożyć uprzednio nóż. Gacy zakopał ciało McCoya w podpiwniczeniu, później zalewając grób betonem. W późniejszych latach kilkukrotnie stwierdził, że tuż po zabiciu McCoya czuł się „zdruzgotany”, przyznał jednak, że kiedy go dźgał i słuchał, jak ten „bulgocze” i próbuje łapać oddech, dostał niespotykanego wcześniej orgazmu. Dodał także: „To wtedy zdałem sobie sprawę, że śmierć jest ostateczną podnietą”.

### Drugie zabójstwo; John Butkovich
Według Gacy’ego drugiego zabójstwa dokonał w okolicach stycznia 1974. Ofiara – uduszona, a przed pochówkiem trzymana przez Gacy’ego w szafie – pozostaje niezidentyfikowana od czasu znalezienia jej zwłok w marcu 1979. Gacy stwierdził, że po pewnym czasie z nosa i ust zamordowanego zaczęły wypływać płyny ustrojowe, które zabrudziły dywan. W przypadku następnych ofiar kneblował je ich bielizną albo skarpetkami, żeby uniknąć podobnej sytuacji.
31 lipca 1975 zaginął osiemnastoletni pracownik PDM, John Butkovich. Niedługo później znaleziono jego samochód, wraz z kurtką, portfelem i kluczykami w stacyjce. Dzień przed zaginięciem Butkovich starł się z Gacym o zaległe wynagrodzenie. Ojciec zaginionego stwierdził później, że Gacy chętnie zaangażował się w jego poszukiwania, stwierdzając, że jest mu przykro ze względu na jego „ucieczkę”. Gacy zeznał, że Butkovich wraz z dwoma znajomymi pojawili się u niego w domu domagając się zaległej wypłaty, ale doszli do porozumienia, po czym wszyscy trzej wyszli. W ciągu następnych trzech lat rodzice Butkovicha ponadstukrotnie dzwonili na policję, domagając się, żeby bliżej przyjrzeli się Gacy’emu.
Po zatrzymaniu w 1978 Gacy przyznał, że natrafił na wysiadającego z samochodu Butkovicha, który oznajmił, że chce z nim porozmawiać, więc zaprosił go do domu pod pretekstem omówienia kwestii zaległej wypłaty. Zaproponował mu drinka, a następnie wmanewrował w założenie kajdanek i skuł mu ręce za plecami. Nastęnpie „przez chwilę siedział na klatce piersiowej dzieciaka” zanim go udusił; ciało schował w garażu z zamiarem zakopania go w podpiwniczeniu, plany te pokrzyżował wcześniejszy powrót do domu żony i pasierbic. Zamiast tego ciało zakopał w szopie na narzędzia przylegającej do garażu, wykorzystując pustą przestrzeń, której chciał użyć jako drenaż, następnie zalewając ją betonem.

### Kolejne zabójstwa
Podczas przesłuchania Gacy przyznał, że w 1975 nie tylko rozwinął swoją firmę, ale też coraz częściej wybierał się na pikiety na seks z młodymi mężczyznami. Większość morderstw popełnił pomiędzy 1976 a 1978 rokiem, będąc już po rozwodzie i mieszkając samotnie. Chociaż pozostał towarzyski i zaangażowany w życie społeczności, kilkoro sąsiadów stwierdziło, że po rozwodzie zauważyło zmiany w jego zachowaniu – obracał się w towarzystwie młodych mężczyzn, często wyjeżdżając albo wracając wczesnym rankiem. Jedna z sąsiadek zeznała, że przez kilka lat ją i jej syna w godzinach wczesnoporannych budziły przytłumione krzyki i płacze dochodzące z domu Gacy’ego.

#### 1976
Miesiąc po uprawomocnieniu się rozwodu Gacy porwał i zamordował osiemnastoletniego Darrella Samsona, po raz ostatni widzianego 6 kwietnia 1976. Gacy zakopał go pod jadalnią, ze szmatą wepchniętą do gardła. 14 maja po wizycie u dentysty zaginął piętnastoletni Randall Reffett, a kilka godzin później czternastoletni Samuel Stapleton wracający do domu od siostry. Obie ofiary znały się osobiście, obie pochowano w podpiwniczeniu; według śledczych obaj nastolatkowie zostali zamordowani tego samego wieczora.
3 czerwca Gacy zamordował przy użyciu garoty siedemnastoletniego Michaela Bonnina, który zaginął podczas podróży z Chicago do Waukegan. Dziesięć dni później jego ofiarą padł szesnastoletni William Carroll, którego ciało zakopał we wspólnym grobie w podpiwniczeniu. Carroll prawdopodobnie był pierwszą spośród czterech znanych ofiar zamordowanych pomiędzy 13 czerwca w 6 sierpnia 1976 – trzy miały około 16–17 lat, a jedna niezidentyfikowana została uznana przez policję za dorosłego mężczyznę. 5 sierpnia do rodziny po raz ostatni zadzwonił – prawdopodobnie z telefonu w domu Gacy’ego – szesnastoletni James Haakenson. Zmarł wskutek uduszenia się, a jego ciało zakopano w podpiwniczeniu pod siedemnastoletnim Rickiem Johnstonem, po raz ostatni widzianym 6 sierpnia.
Policjanci uważają, że pomiędzy sierpniem a październikiem Gacy mógł zabić dwóch niezidentyfikowanych mężczyzn. 24 października porwał i zamordował dwóch nastolatków, Kennetha Parkera i Michaela Marina, widzianych po raz ostatni na Clark Street (Chicago). Dwa dni później w drodze na imprezę zaginął dziewiętnastoletni budowlaniec William Bundy, prawdopodobnie pracujący w PDM. Zmarł poprzez uduszenie się, a jego ciało Gacy zakopał w podpiwniczeniu pod swoją sypialnią.
Pomiędzy listopadem a grudniem Gacy zamordował dwudziestojednoletniego Francisa Alexandra, który po raz ostatni kontaktował się z rodziną w listopadzie. Rodzina nie zgłosiła jego zaginięcia, uważając, że przeprowadził się do Kalifornii. Gacy zakopał jego ciało w podpiwniczeniu pod pokojem, którego używał jako biura.
W grudniu zaginął siedemnastoletni Gregory Godzik, widziany po raz ostatni, kiedy wychodził od swojej dziewczyny. W momencie zaginięcia pracował w PDM od niecałych trzech tygodni; swojej rodzinie opowiedział o tym, jak Gacy zlecił mu wykopanie dołów w podpiwniczeniu swojego domu, twierdząc, że mają posłużyć za drenaże. Niedługo później odnaleziono porzucony samochód Godzika. Kiedy jego rodzina skonfrontowała się z Gacym w sprawie zaginięcia, ten przekazał, że rzekomo nagrał mu na automatycznej sekretarce wiadomość z informacją, że chce uciec z domu. Poproszony o możliwość jej odsłuchania odmówił twierdząc, że ją usunął.

#### 1977
20 stycznia 1977 Gacy zwabił do domu dziewiętnastoletniego Johna Szyca pod pretekstem chęci kupna jego plymoutha satellite’a. Gacy przyznał się do uduszenia Szyca w sypialni dla gości, twierdząc, że w domu spał wtedy Rossi, któremu sprzedał później plymoutha za 300 USD.
15 marca zaginął dwudziestoletni Jon Prestidge, widziany po raz ostatni, kiedy wychodził z restauracji w Near North Side. Jego ciało zakopano w podpiwniczeniu nad Alexandrem. Niedługo przed zaginięciem Prestidge wspomniał przelotnie, że znalazł pracę u miejscowego przedsiębiorcy budowlanego. Wiosną lub na początku lata 1977 Gacy zamordował i zakopał w podpiwniczeniu jeszcze jedną osobę. 5 lipca zabił dziewiętnastoletniego Matthew Bowmana, po raz ostatni widzianego przez matkę na stacji kolejowej, skąd miał dojechać do Harwood Heights na spotkanie w sądzie.
W sierpniu Rossiego – nadal jeżdżącego plymouthem Szyca – aresztowano za kradzież benzyny. Pracownik stacji benzynowej poinformował policję, która ostatecznie dotarła do Gacy’ego. Ten podczas przesłuchania zeznał, że Szyc sprzedał mu samochód w lutym, bo potrzebował pieniędzy na opuszczenie miasta. Po sprawdzeniu numeru identyfikacyjnego pojazdu potwierdzono, że należał do Szyca. Policja przyjęła wyjaśnienia Gacy’ego, informując matkę Szyca, że ten sprzedał swój samochód.
15 września po raz ostatni widziano osiemnastoletniego Roberta Gilroya, syna chicagowskiego sierżanta policji mieszkającego cztery przecznice od domu Gacy’ego. Jego ciało zakopano w podpiwniczeniu. 12 września Gacy wyleciał w sprawach biznesowych do Pittsburgha, do Chicago wracając cztery dni później. Ponieważ Gacy w momencie zaginięcia Gilroya przebywał poza stanem, niektórzy śledczy uznali to za dowód na poparcie tezy, że w niektórych morderstwach pomagała mu jeszcze co najmniej jedna osoba. Dziesięć dni po Gilroyu zaginął były marine, dziewiętnastoletni John Mowery. Gacy udusił go i zakopał w podpiwniczeniu pod sypialnią.
17 października zaginął dwudziestojednoletni Russell Nelson szukający pracy w budowlance, po raz ostatni widziany w okolicach jednego z chicagowskich barów. Gacy pochował go pod sypialnią dla gości. Niecały miesiąc później zamordował szesnastoletniego Roberta Wincha. 18 listopada zaginął dwudziestoletni Tommy Boling, a 9 grudnia dziewiętnastoletni marine David Talsma, wybierający się na koncert rockowy do Hammond w Indianie. Gacy udusił Talsmę garotą i pochował obok Mowery’ego.
30 grudnia Gacy, używając pistoletu, uprowadził z przystanku autobusowego dziewiętnastoletniego studenta Roberta Donnelly’ego. W domu zgwałcił go i torturował, m.in. podtapiając go do nieprzytomności w wannie i pytając, czy dobrze się bawi. Donnelly podczas procesu Gacy’ego zeznał, że tortury sprawiały mu taki ból, że prosił o śmierć, na co Gacy odpowiedział, że niedługo go zabije. Po kilku godzinach odwiózł jednak Donnelly’ego do pracy i wypuścił, ostrzegając, że nikt mu nie uwierzy jeśli zgłosi się na policję.

#### 1978
Donnelly zgłosił napaść na policję, która 6 stycznia przesłuchała Gacy’ego. Ten zeznał, że utrzymuje z Donnellym sadomasochistyczną relację, w której obie strony uczestniczą dobrowolnie, a Donnelly doniósł na niego, ponieważ nie zapłacił mu kwoty, na którą się umówili. Policja przyjęła takie tłumaczenie i nie wniosła zarzutów oraz umorzyła sprawę. 16 lutego zaginął dziewiętnastoletni William Kindred, który swojej narzeczonej – znającej Gacy’ego – w dniu zaginięcia powiedział, że idzie do baru. Kindred był ostatnią ofiarą, którą Gacy zakopał w podpiwniczeniu.
21 marca Gacy zwabił do swojego samochodu dwudziestosześcioletniego Jeffrey’ego Rignalla, którego uśpił chloroformem, zawiózł do domu i uwięził w gąsiorze. Rignall został zgwałcony i poddany torturom m.in. przy użyciu zapalonych świec i chłosty, a następnie ponownie pozbawiony przytomności i porzucony w chicagowskim parku Lincolna. Rignall zgłosił napaść na policję, ta jednak – nawet pomimo niedawnego zgłoszenia Donnelly’ego – nie wszczęła postępowania wobec Gacy’ego. Rignall zapamiętał oldsmobile’a sprawcy, przejazd przez Kennedy Expressway i niektóre ulice, które mijali po drodze. Wraz z dwójką znajomych obserwował zjazd z zapamiętanej autostrady; w kwietniu zauważyli pasującego do opisu oldsmobile’a, a śledząc go dotarli pod West Summerdale 8213. Gacy’ego aresztowano 15 lipca, a następnie stanął przed sądem za napaść i pobicie Rignalla.
W połowie 1978 w podpiwniczeniu domu Gacy’ego skończyło się miejsce na grzebanie kolejnych zwłok. Podczas przesłuchania przyznał, że rozważał składowanie ich na strychu, obawiał się jednak komplikacji, kiedy te zaczną „ciec”, postanowił więc zrzucać je z mostu autostrady międzystanowej 55 do rzeki Des Plaines. Według zeznań w rzece pozbył się pięciu ciał, z czego jedno w jego przekonaniu spadło na przepływającą akurat pod mostem barkę; policja odnalazła jedynie cztery ciała.
Pierwszą znaną ofiarą, której ciała Gacy pozbył się w rzece, był zamordowany w połowie lipca dwudziestoletni Timothy O’Rourke. Mężczyzna zaginął, kiedy wyszedł z domu kupić papierosy; niedługo przed zaginięciem powiedział współlokatorowi, że właściciel firmy budowlanej z Northwest Side zaproponował mu pracę. 4 listopada Gacy zamordował dziewiętnastoletniego Franka Landingina, widzianego po raz ostatni kiedy przechodził wzdłuż Foster Avenue. Jego nagie ciało odnaleziono 12 listopada w dopływie Des Plaines znaleźli myśliwi polujący na kaczki. 24 listopada zaginął dwudziestoletni James Mazzara wracający od rodziny z obiadu z okazji Dnia Dziękczynienia. Dzień wcześniej poinformował siostrę, że pracuje jako budowlaniec. Po raz ostatni widziano go idącego w kierunku parku Washingtona.

### Robert Piest
Popołudniem 11 grudnia 1978 Gacy odwiedził w interesach aptekę Nisson w Des Plaines, której właściciel – Phil Torf – poszukiwał firmy remontowej. Podczas rozmowy z Torfem wspomniał, że zatrudnia nastolatków, oferując im na start stawkę 5 USD za godzinę – blisko dwukrotność tego, co zarabiał w aptece przysłuchujący się rozmowie piętnastoletni Robert Piest. Niedługo po wyjściu Gacy’ego po Piesta przyjechała jego obchodząca tego dnia urodziny matka. Piest poprosił ją, żeby poczekała, bo chce porozmawiać z budowlańcem proponującym mu pracę. Wyszedł z apteki około 21.00, obiecując, że niedługo wróci.
Gacy zamordował Piesta w swoim domu kilka minut po 22.00. Podczas przesłuchania zeznał, że poczęstował go napojem gazowanym i zapytał, czy jest coś, czego „nie zrobiłby za odpowiednią cenę”, na co ten odparł, że nie boi się ciężkiej pracy. Gacy zasugerował, że może zarobić „przyzwoite pieniądze” dzięki prostytucji, Piest wyraził się jednak negatywnie na temat tego pomysłu, wobec czego Gacy podstępem wmanewrował go w założenie kajdanek. Zeznania Gacy’ego odnośnie do tego, co wydarzyło się później, są rozbieżne; w jednym z pierwszych stwierdził, że Piest nie stawiał oporu, kiedy zdejmował mu spodnie. Zeznał także, że kiedy zawiązywał mu sznur wokół szyi, ten „płakał przerażony”, a kiedy umierał, Gacy otrzymał telefon od partnera biznesowego.

## Śledztwo
Kiedy Piest nie wrócił do domu, jego rodzina zgłosiła zaginięcie policji; kiedy ta rozpoczęła śledztwo, Torf zeznał, że nastolatek chciał porozmawiać prawdopodobnie z Gacym. Sprawę przydzielono porucznikowi Josephowi Kozenczakowi, którego syn – podobnie jak Piest – uczęszczał do Maine West High School. Dopiero weryfikacja kryminalnej przeszłości Gacy’ego przez Kozenczaka ujawniła, że w Chicago wielokrotnie znajdował się w kręgu podejrzanych o przestępstwa na tle seksualnym, a w Iowa skazano go za pederastię.
Następnego wieczoru Kozenczak i dwóch funkcjonariuszy odwiedziło Gacy’ego w jego domu. Ten zeznał, że w aptece zapytał jakiegoś nastolatka – który jego zdaniem mógł być Piestem – czy na zapleczu znajdują się materiały potrzebne do odświeżenia sklepu. Stanowczo zaprzeczył, że zaproponował Piestowi pracę i dodał, że do apteki wrócił chwilę po 20.00, żeby zabrać terminarz, którego wcześniej zapomniał. Oświadczył, że dopiero co zmarł jego wujek, więc podjedzie później na komisariat, żeby złożyć obszerniejsze zeznania. Zapytany o to, o której mniej więcej przyjedzie, zrugał policjantów, zarzucając im brak taktu i szacunku do zmarłych.
Około 3.20 Gacy pojawił się na komisariacie ubrudzony błotem, tłumacząc, że miał wypadek samochodowy. Podczas przesłuchania zaprzeczył, że miał jakikolwiek związek z zaginięciem Piesta i powtórzył, że nie proponował mu pracy, a do apteki wrócił po telefonie od Torfa informującego, że zapomniał terminarza. Śledczy już wcześniej przesłuchali Torfa, który zaprzeczył, że dzwonił w tej sprawie do Gacy’ego. Na prośbę policji Gacy sporządził pisemne oświadczenie, w którym opisał szczegółowo, co robił 11 grudnia.
Policja – zakładając wstępnie, że Gacy przetrzymuje Piesta – wystąpiła o sądowy nakaz przeszukania domu, który wydano 13 grudnia. Podczas czynności w domu ujawniono liczne podejrzane przedmioty, w tym m.in. odznaki policyjne, pistolet sygnałowy, strzykawkę i igły, kajdanki, książki o homoseksualizmie i pederastii, filmy pornograficzne, kapsułki z azotynem izoamylu, dildo, belkę z wydrążonymi na dwóch końcach dziurami, opakowania valium i atropiny, kilka praw jazdy, niebieską kurtkę z kapturem oraz bieliznę zbyt małą na Gacy’ego. Wśród znalezionych rzeczy znalazł się także sygnet klasowy z inicjałami „J.A.S.”, a w koszu na śmieci rachunek za zdjęcia wywołane w Nisson Pharmacy i około dziewięćdziesięciocentymetrowy nylonowy sznur.

### Nadzór policyjny
Policja skonfiskowała oldsmobile’a Gacy’ego i pojazdy PDM. Dwa zespoły, do których przydzielono funkcjonariuszy Mike’a Albrechta, Davida Hachmeistera, Ronalda Robinsona i Roberta Schultza, rozpoczęły obserwację podejrzanego. Dzień po przeszukaniu domu Gacy’ego Rossi poinformował telefonicznie policję o zaginięciu Gregory’ego Godzika oraz o tym, że ciało innego pracownika PDM – Charlesa Hattuli – niedługo wcześniej wyłowiono z rzeki w Illinois.
15 grudnia śledczy dotarli do szczegółów pozwu złożonego przez Rignalla, od Hoff dowiedzieli się o zaginięciu Johna Butkovicha, a znaleziony podczas przeszukania sygnet uznali za należący do Johna Alana Szyca. Matka Szyca przyznała, że z jego pokoju zniknęło też kilka innych przedmiotów, w tym m.in. telewizor marki Motorola. Dzień później Gacy zauważył, że jest śledzony; od tego czasu regularnie zapraszał obserwujących go policjantów, żeby dołączyli do niego na posiłek w restauracji, czasami też na drinka w barze albo u niego w domu. Wielokrotnie wypierał się udziału w zaginięciu Piesta, oskarżając funkcjonariuszy o nękanie go ze względu na powiązania polityczne i rekreacyjne zażywanie narkotyków. Mając świadomość, że funkcjonariusze prowadzący obserwację nie aresztują go za błahostkę, naigrawał się z nich, w tym chociażby przekraczając prędkość i naruszając inne przepisy ruchu drogowego, dzięki czemu więcej niż raz udało mu się ich zgubić. 16 grudnia Cram zgodził się na przesłuchanie, podczas którego ujawnił m.in., że ze względu na jego częste spóźnienia Gacy dał mu kiedyś zegarek, twierdząc, że dostał go „od nieboszczyka”. Poinformował też śledczych, że Gacy pozwolił mu zatrzymać znalezione w garażu około lutego 1977 prawo jazdy należące do studenta DeVry University, żeby mógł okazywać je kupując alkohol. Gacy miał mu powiedzieć, że dokument należał do nieżyjącej już osoby.
17 grudnia przeprowadzono oficjalne przesłuchanie Rossiego. Ten wyjaśnił, że Gacy sprzedał mu plymoutha Szyca twierdząc, że kupił go od niego, ponieważ ten potrzebował pieniędzy na przeprowadzkę do Kalifornii. Podczas dalszych czynności w bagażniku oldsmobile’a Gacy’ego znaleziono niewielką kępkę włókien i stwierdzono, że mogą to być ludzkie włosy. Wieczorem za pomocą psów tropiących przeszukano wszystkie skonfiskowane samochody pod kątem obecności w nich Piesta. Jeden z nich usiadł na miejscu pasażera w oldsmobile’u i zakomunikował swojemu opiekunowi, że przewożono na nim ciało poszukiwanego.
Rankiem 18 grudnia Gacy zaprosił Albrechta i Hachmeistera, żeby przysiedli się do niego w restauracji. Rozmawiał z nimi o pracy, małżeństwach i przebieraniu się za klauna, w pewnym momencie stwierdzając, że „klauni mogą wyłgać się nawet od zarzutów o morderstwo”. Tego dnia zdradzał już oznaki zmęczenia ciągłą obserwacją – chodził nieogolony, wyglądał na wyczerpanego i rozdrażnionego oraz ciągle pił. Popołudniu odwiedził swojego prawnika, żeby przygotować opiewający na kwotę 750 tys. USD pozew cywilny przeciwko policji z Des Plaines, w którym domagał się zaprzestania nadzoru. Wieczorem znaleziony w jego domu rachunek za wywołanie zdjęć w Nisson Pharmacy powiązano z siedemnastoletnią koleżanką Piesta Kimberly Byers. Ta zeznała, że 11 grudnia pożyczyła od zaginionego niebieską kurtkę, a oddając ją zapomniała o rachunku, który zostawiła w kieszeni.

### 2. nakaz przeszukania i przyznanie się do winy
Wieczorem 18 grudnia po raz drugi przesłuchano Rossiego, wówczas już bardziej skorego do współpracy. Zeznał m.in., że latem 1977 na polecenie Gacy’ego rozsypywał wapno w podpiwniczeniu jego domu. Nazajutrz śledczy zaczęli gromadzić materiał dowodowy do wniosku o kolejny nakaz przeszukania domu, a prawnicy Gacy’ego wnieśli do sądu pozew przeciwko działaniom policji; wstępne przesłuchanie w tej sprawie wyznaczono na 22 grudnia. Popołudniu 19 grudnia Gacy ponownie zaprosił do siebie funkcjonariuszy prowadzących jego nadzór. Kiedy Robinson zajął go rozmową, Schultz wszedł do sypialni, bezskutecznie próbując spisać numer seryjny telewizora, który według policji mógł należeć do Szyca. Spuszczając wodę w toalecie poczuł dochodzący z nawiewu gorącego powietrza fetor, który ocenił jako mogący pochodzić z rozkładających się zwłok. Policjanci przeszukujący dom wcześniej nie wyczuli go, ponieważ ogrzewanie było wówczas wyłączone.
20 grudnia ponownie przesłuchano Crama i Rossiego. Rossi zapytany o to, co jego zdaniem Gacy mógłby zrobić ze zwłokami Piesta, odpowiedział, że zakopać je w podpiwniczeniu. Zgodził się na badanie wariografem, podczas którego zaprzeczył, że ma jakikolwiek związek z zaginięciem Piesta i oświadczył, że nie wie, gdzie ten aktualnie przebywa. Następnie odmówił składania dalszych zeznań; badanie wariografem nie pozwoliło na jednoznaczną ocenę, czy mówi prawdę. Wspomniał jednak, że na polecenie Gacy’ego w podpiwniczeniu jego domu wykopał kilka dołów, a Gacy przestrzegał go, że ma kopać wyłącznie w miejscach, które mu wyznaczył.
Cram opowiedział policjantom o tym, jak Gacy próbował go zgwałcić w 1976. Zeznał, że kiedy po przeszukaniu z 13 grudnia wrócili do domu Gacy’ego, ten pobladł widząc na dywanie ślady błota i od razu zszedł do podpiwniczenia sprawdzić, czy nie było ono przekopywane. Zapytany, czy sam był kiedyś w tym miejscu, odpowiedział, że na polecenie Gacy’ego rozsypywał w nich wapno i kopał doły mające ok. 0,5×2×2 m, tj. wymiary grobu, mające rzekomo posłużyć do położenia rur drenażowych.
Wieczorem 20 grudnia Gacy udał się na spotkanie ze swoim prawnikiem, Samem Amirante’em, żeby przedyskutować sprawę pozwu przeciwko policji. Amirante, w tamtym momencie powątpiewający w jego niewinność, domagał się odpowiedzi. Gacy wskazał na zdjęcie Piesta na pierwszej stronie „Daily Herald” i powiedział, że „chłopak nie żyje, jest w rzece”. Przy alkoholu złożył trwające kilka godzin chaotyczne wyjaśnienia, które zaczął od stwierdzenia, że był „sędzią, przysięgłym i katem wielu ludzi”, a teraz chce być nimi wszystkimi dla samego siebie. Przyznał, że zamordował „co najmniej trzydzieści” osób, ciała większości z nich zakopując w podpiwniczeniu swojego domu, a pięć wrzucił do rzeki Des Plaines River. O swoich ofiarach wypowiedział się negatywnie, twierdząc, że były „męskimi prostytutkami”, „dziwkami” i „kłamcami”. Stwierdził, że czasami po przebudzeniu znajdował „uduszone dzieciaki” z rękoma skrępowanymi za plecami, a uważając, że ich ciała są jego własnością, zakopywał je w podpiwniczeniu. Pod wpływem spożytego alkoholu zasnął, a Amirante w międzyczasie zorganizował dla niego spotkanie z psychiatrą. Obudziwszy się rano i dowiedziawszy, że przyznał się do zamordowania kilkudziesięciu osób, Gacy odpowiedział, że „teraz nie może o tym rozmawiać, bo ma coś do zrobienia” i pomimo nalegań Amirante’a wyszedł.
Wspominając w późniejszym czasie swój ostatni dzień wolności Gacy stwierdził, że był on „szalony” – wiedząc, że zostanie aresztowany, chciał odwiedzić znajomych i pożegnać się. Po wyjściu z biura Amirante’a pojechał na stację benzynową i wręczył jej pracownikowi torebkę z marihuaną, wskazując na śledzących go funkcjonariuszy i stwierdzając: „Nadszedł mój koniec, ci kolesie zamierzają mnie zabić”. Następnie udał się do domu znajomego i partnera biznesowego, Ronalda Rhode’a, któremu oświadczył: „Byłem niegrzeczny. Zabiłem plus minus trzydziestu ludzi”. Potem pojechał na spotkanie z Cramem i Rossim, po drodze trzymając różaniec i modląc się. Po rozmowie z nimi nakazał Cramowi, żeby zawiózł go na spotkanie z prawnikami. Cram powiedział funkcjonariuszom, że Gacy opowiedział im, że dzień wcześniej przyznał się do zamordowania ponad trzydziestu osób. Następnie pojechał na cmentarz Maryhill, gdzie pochowano jego ojca.

### Aresztowanie

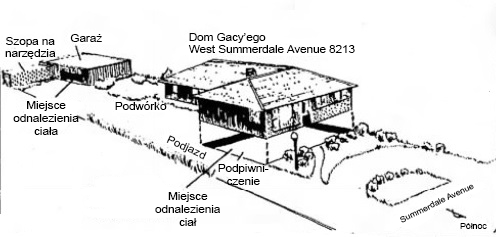
Szkic przedstawiający dom i posesję Gacy’ego.

Kiedy Gacy odwiedzał znajomych, śledczy złożyli wniosek o ponowne przeszukanie jego domu. Dowiedziawszy się od obserwujących go policjantów, że zaczął zachowywać się w sposób nieprzewidywalny i obawiając się, że może popełnić samobójstwo, postanowili aresztować go pod zarzutem posiadania i rozprowadzania marihuany. Popołudniu sąd wydał zgodę na ponowne przeszukanie domu. Kiedy policja poinformowała Gacy’ego, że zamierza sprawdzić podpiwniczenie w celu znalezienia ciała Piesta, ten zaprzeczył, żeby był tam pochowany, przyznał jednak, że w samoobronie zabił młodego mężczyznę, którego zakopał pod garażem. Zanim na miejsce przybyli technicy śledczy, Gacy uszkodził pompę ściekową, która zalała podpiwniczenie. Funkcjonariusze wymienili uszkodzony element i osuszyli przestrzeń o wymiarach ok. 8,5×11,5 m zanim wszedł do niej technik Daniel Genty, który zaczął kopać w południowo-zachodnim jej krańcu. Po kilku minutach natrafił na rozkładające się mięso i kość ludzkiego przedramienia. Poinformował o tym śledczych, którzy oskarżyli Gacy’ego o morderstwo. Dokumentujący prowadzone czynności fotograf policyjny zauważył rzepkę w północno-zachodnim krańcu podpiwniczenia, a kiedy zaczęto kopać w tym miejscu znaleziono dwie kości podudzia. Stwierdzono, że odnalezione ciała były w zbyt daleko posuniętym stanie rozkładu, żeby mogły być szczątkami Piesta. W północno-wschodnim krańcu odkopano ludzką czaszkę, a podczas wydobywania kolejnych kości znaleziono pod nimi drugą. Po tym odkryciu technicy pogłębili miejsce pierwszego wykopu, znajdując klatkę piersiową czwartej ofiary.
Kiedy Gacy’ego poinformowano, że na terenie jego posesji znaleziono ludzkie szczątki, ten zaproponował funkcjonariuszom „oczyszczenie atmosfery”. Rankiem 22 grudnia w obecności prawników złożył oficjalne oświadczenie, w którym przyznał się do zamordowania około trzydziestu młodych mężczyzn, którzy mieli dobrowolnie wejść do jego domu. Niektóre ofiary wymienił z imienia, nie pamiętając, jak nazywała się reszta. Stwierdził, że wszyscy byli męskimi prostytutkami albo uciekli z domów, a ciała większości z nich zakopał w podpiwniczeniu; sam miał wykopać tylko pięć grobów, a pozostałe wykopali jego pracownicy – w tym Godzik – żeby „miał odpowiednio duży zapas”. Kiedy policjanci pokazali mu znalezione w jego domu prawo jazdy wystawione na nazwisko „Robert Hasten”, odpowiedział, że nie znał go osobiście, a dokument znalazł wśród rzeczy jednej z ofiar. Przyznał, że na styczeń planował zalanie całego podpiwniczenia betonem, żeby ciała były trudniejsze do znalezienia.
Zapytany o Piesta przyznał, że 11 grudnia zwabił go do siebie i udusił, a następnie spał obok jego ciała, które wrzucił do rzeki rankiem 13 grudnia. Jadąc potem na komisariat złożyć zeznania, miał niegroźny wypadek drogowy, tracąc panowanie nad kierownicą na oblodzonej drodze. 23 grudnia Gacy’ego – w obecności policjantów, prawników i starszej siostry – zaprowadzono na most nad autostradą międzystanową 55, żeby wskazał miejsce, z którego zrzucił do rzeki ciała Piesta i czterech pozostałych ofiar. Następnie polecono mu, żeby oznaczył w garażu sprayem miejsce ukrycia zwłok Butkovicha. Gacy naszkicował śledczym rysunek, na którym z grubsza naniósł miejsca, w których zakopał zwłoki. W ciągu następnego tygodnia w podpiwniczeniu znaleziono łącznie dwadzieścia sześć ciał, a kolejne trzy w innych miejscach na terenie jego posesji. Usuwając ściany i podłogi technicy znaleźli kolejne obciążające Gacy’ego przedmioty, w tym m.in. dowody osobiste i więcej książek o dewiacjach seksualnych.
W 1984 Amirante napisał procedury, które Zgromadzenie Generalne Illinois włączyło do ustawy o zaginionych dzieciach. W czasach działalności Gacy’ego policja musiała odczekać siedemdziesiąt dwie godziny, zanim rozpoczęła poszukiwanie dziecka albo małoletniego, a ustawa znosiła to ograniczenie. Podobne procedury wprowadzono następnie w innych stanach, co ostatecznie doprowadziło do powstania tzw. AMBER Alert.

## Proces sądowy
Proces Gacy’ego, oskarżonego o trzydzieści trzy zabójstwa, rozpoczął się 6 lutego 1989. Sądzono go w hrabstwie Cook, rozprawę prowadził sędzia Louis Garippo, a przysięgłych – ze względu na wysokie koszty – wybrano z Rockford. Na wniosek obrony w ciągu roku poprzedzającego proces psycholodzy z Menard Correctional Center w Chester przeprowadzili z Gacym ponad trzy tysiące godzin rozmów, mając ocenić, czy może stanąć przed sądem. Gacy próbował przekonać doktorów, że ma zaburzenie dysocjacyjne tożsamości, które objawiało się pod czterema postaciami: ciężko pracującego, dbającego o społeczność budowlańca; klauna; polityka oraz policjanta Jacka Hanley’ego, którego nazywał „Złym Jackiem”. Zeznając przed policją opowiadał o przestępstwach popełnionych przez Jacka, brzydzącego się homoseksualizmem i uważającego męskie prostytutki za „słabe, głupie i zdegenerowane szumowiny”. Na tej podstawie obrona wnosiła o uniewinnienie, twierdząc, że Gacy jest niepoczytalny.
Podczas pierwszej rozprawy jeden z obrońców Gacy’ego argumentował jego niepoczytalność stwierdzając, że jeśli zostanie uznany za „normalnego”, to w takim przypadku całe społeczeństwo ma wypaczone poczucie normalności. Obrona próbowała przedstawić go jako Jekylla i Hyde’a; do poparcia tej tezy na świadków powołano kilku biegłych psychiatrów badających Gacy’ego, którzy zeznali, że zdiagnozowali u niego schizofrenię o kilku osobowościach. Oskarżenie dążyło do dowiedzenia, że Gacy był poczytalny i świadomy swoich czynów. Kilku świadków zeznało, że działał z premedytacją i próbował uniknąć osadzenia w więzieniu. Psychiatrzy powołani przez oskarżycieli odrzucili argumenty obrońców o wielu osobowościach i niepoczytalności. Cram i Rossi zeznali, że na polecenie Gacy’ego kopali w podpiwniczeniu doły drenażowe i rozsypywali worki z wapnem, a on sam regularnie schodził do niego sprawdzić, czy nie kopią poza ściśle wyznaczonym obszarem.
18 lutego patolog sądowy hrabstwa Cook Robert Stein zeznał, że wszystkie ciała ekshumowane na posesji Gacy’ego były w znacznym stanie rozkładu bądź pozostały z nich tylko szkielety, a na podstawie autopsji, które przeprowadził, w trzynastu przypadkach jako przyczynę śmierci stwierdził udławienie, w sześciu uduszenie garotą, w jednym liczne rany kłute, a w dziesięciu przyczyny nie udało się ustalić. Kiedy obrońcy zasugerowali, że wszystkie trzydzieści trzy zgony były nieszczęśliwym wypadkiem podczas asfiksjofilii, Stein uznał takie wytłumaczenie za wielce nieprawdopodobne. 21 lutego na temat wydarzeń z marca 1978 zeznawał Rignall, który zwymiotował podczas opisywania tortur, jakim go poddano, wobec czego zwolniono go z dalszych zeznań. 29 lutego na świadka powołano Donalda Voorheesa Jr., który nie był zdolny do składania zeznań i po chwili został zwolniony. Tydzień później zeznawał Donnelly, wyraźnie poruszony, kiedy opisywał, czego doświadczył z rąk Gacy’ego.
W piątym tygodniu rozprawy Gacy napisał list do sędziego Garippa, domagając się unieważnienia procesu, jako powody podając m.in., że nie zgadza się z obrońcami przedstawiającymi go jako niepoczytalnego; że nie pozwolili mu wystąpić w charakterze świadka, chociaż wielokrotnie na to nalegał; że nie wezwali na świadków dostatecznie dużej liczby lekarzy; i że policja kłamała na temat ustnych zeznań, które złożył tuż po aresztowaniu, a które następnie „do własnych celów” wykorzystało oskarżenie. W odpowiedzi Garippo stwierdził, że obrona otrzymała wystarczająco dużo środków finansowych na powołanie biegłych ekspertów wedle uznania, a zgodnie z prawem ma możliwość zeznawania, jeżeli zakomunikuje taką chęć.
11 marca mowy końcowe wygłosili obrońcy i oskarżyciele. Prokurator okręgowy Terry Sullivan wskazywał na wielokrotne wykorzystywanie seksualne małoletnich przez Gacy’ego, próby uniknięcia odpowiedzialności oraz fakt, że te ofiary, które przeżyły – Voorhees i Donnelly – po spotkaniu z nim są „żywymi trupami”. Określił go mianem „najgorszego spośród wszystkich morderców”, stwierdził, że „zniszczył więcej ludzkich żyć niż niejedna katastrofa naturalna” oraz wyraził obawę o to, co może się stać, jeżeli zostanie uniewinniony. Przemawiający w imieniu obrony Amirante zarzucił Sullivanowi, że w mowie końcowej prawie w ogóle nie odniósł się do dowodów i oskarżył go o niechęć do Gacy’ego; swojego klienta starał się przedstawić jako człowieka „napędzanego przez impulsy, których nie potrafił kontrolować” i argumentując, że nie udało się ponad wszelką wątpliwość udowodnić jego poczytalności. Zwrócił się do przysięgłych, żeby odrzucili uprzedzenia wobec Gacy’ego i uniewinnili go jako niepoczytalnego, twierdząc, że chociaż był niebezpieczny dla innych i dla siebie, to analiza psychologiczna jego przypadku może przysłużyć się nauce. 12 marca mowę końcową oskarżenia kontynuował William Kunkle, który próbę przedstawienia Gacy’ego jako niepoczytalnego nazwał „grandą”, dowodząc, że ten był w stanie myśleć i działać logicznie. Odniósł się także do opinii psychologicznej z 1968, w której stwierdzono, że Gacy od dawna przejawiał zachowania antyspołeczne i powinien zostać odizolowany od społeczeństwa. Na zakończenie przemowy zdjął z tablicy zdjęcia dwudziestu dwóch zidentyfikowanych ofiar, apelując do przysięgłych, żeby nie okazywali współczucia, a „kierowali się sprawiedliwością”.
Przysięgli obradowali przez godzinę i czterdzieści pięć minut. Gacy’ego uznano winnym trzydziestu trzech morderstw oraz – w przypadku Piesta – napaści na tle seksualnym i czynów lubieżnych wobec małoletniego. W momencie ogłoszenia wyroku Gacy był rekordzistą pod względem liczby morderstw, za jakie w Stanach Zjednoczonych skazano jedną osobę. Sąd obradował przez ponad dwie godziny zanim ostatecznie za każde popełnione morderstwo skazał Gacy’ego na karę śmierci, wprowadzoną w Illinois w czerwcu 1977. Datę egzekucji wyznaczono na 2 czerwca 1980.

## Pobyt w celi śmierci

Jeden z obrazów namalowanych przez Gacy’ego w celi śmierci.

Po skazaniu Gacy’ego osadzono w Menard Correctional Center, gdzie przez czternaście lat przebywał w celi śmierci. Tam zainteresował się malarstwem, inspirując się wieloma stylami i malując m.in. klaunów (w tym siebie jako Poga i Patchesa), Jezusa Chrystusa, ptaki, czaszki, swój dom i Johna Dillingera. Jego obrazy pokazywano na wystawach i sprzedawano na aukcjach. Jeszcze przed ogłoszeniem wyroku nawiązał kontakt z dziennikarzem Russem Ewingiem, który w latach 1979–1981 przeprowadził z nim serię wywiadów, na podstawie których we współpracy z Timem Cahillem napisał książkę Buried Dreams: Inside the Mind of a Serial Killer. Informacje, jakie Gacy przekazał Ewingowi, pomogły ostatecznie ustalić tożsamość pierwszej ofiary. Również sam Gacy w więziennej celi spisywał wybielające siebie wspomnienia, które już po jego śmierci – w 1995 – wydano jako książkę A Question of Doubt: The John Wayne Gacy Story.
15 lutego 1983 Gacy trafił do szpitala więziennego po tym, jak Henry Brisbon – zabójca z autostrady międzystanowej I-57 – dźgnął go w ramię zaostrzonym drutem. W więzieniu zaczął czytać książki prawnicze, bez powodzenia składając liczne odwołania i apelacje. Odwoływał się w nich do rzekomej nieważności pierwszego nakazu przeszukania jego domu czy sprzeciwiał temu, że obrona przedstawiała go jako niepoczytalnego. Stwierdził też, że chociaż miał „pewną wiedzę” o pięciu zabójstwach (McCoya, Butkovicha, Godzika, Szyca i Piesta), to pozostałe dwadzieścia osiem popełnili jego pracownicy mający klucze do domu, kiedy on odbywał podróże służbowe.
W połowie 1984 Sąd Najwyższy Illinois utrzymał w mocy wyrok skazujący i zasądził, że egzekucja poprzez wstrzyknięcie trucizny zostanie wykonana 14 listopada. Gacy ponownie złożył apelację, którą 5 marca 1985 odrzucił Sąd Najwyższy Stanów Zjednoczonych. W następnym roku Gacy składał kolejne odwołania, domagając się przeprowadzenia nowego procesu. Reprezentujący go wówczas Richard Kling argumentował, że w 1980 udzielono mu nieskutecznej pomocy prawnej. Wniosek odrzucono 11 września 1986. W 1985 Gacy odwołał się od skazania go na śmierć; sąd stanowy odrzucił wniosek 29 września 1989, jako nową datę podając 11 stycznia 1989. Kiedy Sąd Najwyższy Stanów Zjednoczonych we wrześniu 1993 odrzucił ostatnie przysługujące Gacy’emu odwołanie, datę wykonania egzekucji wyznaczono ostatecznie na 10 maja 1994.

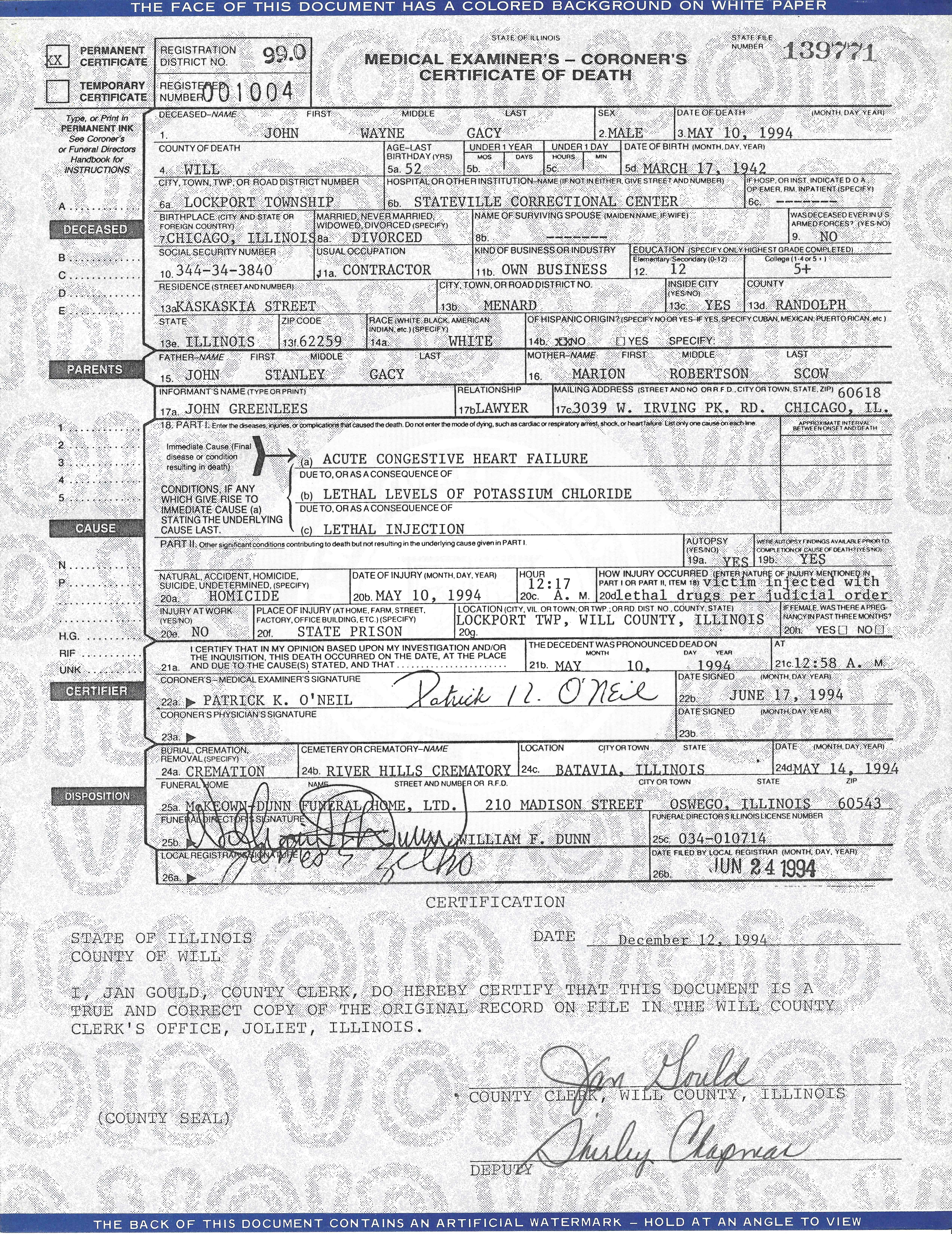
Akt zgonu Gacy’ego.

Rankiem 9 maja 1994 Gacy’ego przewieziono do więzienia Stateville. Udzielono mu pozwolenia na zorganizowanie na terenie zakładu pikniku, podczas którego pożegnał się z rodziną. Na ostatni posiłek wybrał kubełek kurczaka z KFC, frytki, smażone krewetki, świeże truskawki i coca-colę light. Wieczorem otrzymał od księdza katolickiego ostatnie namaszczenie, a następnie odprowadzono go do komory egzekucyjnej. W międzyczasie pod więzieniem zebrał się ponadtysięczny tłum, którego tylko nieznaczną część stanowiły osoby sprzeciwiające się karze śmierci w Stanach Zjednoczonych. Niektórzy z opowiadających się za egzekucją Gacy’ego nosili prześmiewcze koszulki odnoszące się do jego pracy na rzecz społeczności jako klaun, z hasłami takimi jak „Nie płacz po klaunie”.
O 0.40 rozpoczęto wstrzykiwanie trucizny, ale mieszanka użytych do tego środków zatkała wlew dożylny; po jego wymianie procedurę wznowiono, a egzekucja zakończyła się o 0.58, kiedy stwierdzono zgon Gacy’ego. Anestezjolog ocenił, że problem wynikł z niedoświadczenia personelu więziennego w przeprowadzaniu egzekucji. Błąd ten doprowadził do tego, że w Illinois przyjęto inną metodę podawania śmiertelnego zastrzyku. Kunkle stwierdził, że Gacy „i tak miał znacznie łagodniejszą śmierć niż którakolwiek z jego ofiar”.
Według raportów Gacy nie wyraził skruchy za popełnione czyny. W ostatnich słowach do swojego prawnika stwierdził, że stracenie go nie zwróci życia innym, a władze stanu Illinois zamierzają go zamordować. Jego ostatnimi słowami przed egzekucją miały być: „Pocałuj mnie w dupę”. Kunkle wyjaśnił w 2020, że wypowiedział je do strażnika więziennego i nie stanowiły części formalnego oświadczenia, do wygłoszenia którego mają prawo skazani.
Po śmierci z czaszki Gacy’ego usunięto mózg, który trafił do psychiatry sądowej Helen Morrison, która podczas procesu występowała jako jeden ze świadków obrony. Morrison przeprowadziła ponad sześćset godzin wywiadów z Gacym i ponad stoma trzydziestoma kilkoma innymi seryjnymi mordercami żeby wyodrębnić cechy osobowości wspólne dla brutalnych socjopatów. Podczas badania mózgu Gacy’ego chciano sprawdzić, czy mózg seryjnego zabójcy różni się od mózgu zwykłego człowieka, badania nie wykazały jednak różnic. Po egzekucji ciało Gacy’ego skremowano, a prochy przekazano rodzinie, która nigdy nie ujawniła, gdzie spoczęły.

## Ofiary
Do sierpnia 2024 zidentyfikowano tylko dwadzieścia osiem ofiar Gacy’ego. Najmłodsze z nich – Samuel Stapleton i Michael Marino – miały czternaście lat, a najstarsze – Francis Alexander i Russell Nelson – dwadzieścia jeden. Wszystkie odnalezione przez policję ciała były w zaawansowanym stanie rozkładu, a ich tożsamość udało się ustalić dzięki dokumentacji stomatologicznej i medycznej. Dwadzieścia trzy ofiary zidentyfikowano na podstawie kartoteki stomatologicznej, a dwie poprzez porównanie szkieletów ze zdjęciami rentgenowskimi wykonanymi za ich życia. Poza dokumentacją medyczną w ustalaniu tożsamości pomogły też znalezione w domu Gacy’ego drobne przedmioty, które zabierał zamordowanym i zatrzymywał jako trofea. Na głowach i górnych częściach torsów części ofiar znaleziono plastikowe torby. W okolicach miednic niektórych ciał znaleziono obce przedmioty, np. plastikowe buteleczki po lekarstwach; ich położenie sugerowało, że Gacy wepchnął je w odbyty ofiar. Stein podsumował, że w przypadku dwunastu ofiar, których ciała znaleziono na posesji, jako przyczynę śmierci można bezsprzecznie wskazać asfiksję. Dom Gacy’ego – ochrzczony przez media „Domem Grozy” – zburzono w kwietniu 1979, a całą posesję przekopano, żeby upewnić się, że nie znajduje się na niej więcej ciał.
| Ofiara                   | Informacje szczegółowe | Informacje szczegółowe | Informacje szczegółowe | Odnaleziony | Odnaleziony       |
| Imię                     | Wiek                   | Zamordowany            | Zidentyfikowany        | Kolejność   | Miejsce           |
| ------------------------ | ---------------------- | ---------------------- | ---------------------- | ----------- | ----------------- |
| Timothy Jack McCoy       | 16                     | 3 stycznia 1972        | 9 maja 1986            | Ciało #9    | podpiwniczenie    |
| John Butkovich           | 18                     | 31 lipca 1975          | 29 grudnia 1978        | Ciało #2    | garaż             |
| Darrell Julius Samson    | 18                     | 6 kwietnia 1976        | 18 listopada 1979      | Ciało #29   | jadalnia          |
| Randall Wayne Reffett    | 15                     | 14 maja 1976           | 12 kwietnia 1979       | Ciało #7    | podpiwniczenie    |
| Samuel G. Dodd Stapleton | 14                     | 14 maja 1976           | 14 listopada 1979      | Ciało #6    | podpiwniczenie    |
| Michael Lawrence Bonnin  | 17                     | 3 czerwca 1976         | 6 stycznia 1979        | Ciało #18   | podpiwniczenie    |
| William Huey Carroll Jr. | 16                     | 13 czerwca 1976        | 17 marca 1979          | Ciało #22   | podpiwniczenie    |
| James Byron Haakenson    | 16                     | 5 sierpnia 1976        | 19 lipca 2017          | Ciało #24   | podpiwniczenie    |
| Rick Louis Johnston      | 17                     | 6 sierpnia 1976        | 1 stycznia 1979        | Ciało #23   | podpiwniczenie    |
| Kenneth Ray Parker       | 16                     | 24 października 1976   | 29 marca 1980          | Ciało #15   | podpiwniczenie    |
| Michael M. Marino        | 14                     | 24 października 1976   | 29 marca 1980          | Ciało #14   | podpiwniczenie    |
| William George Bundy     | 19                     | 26 października 1976   | 29 listopada 2011      | Ciało #19   | podpiwniczenie    |
| Francis Wayne Alexander  | 21                     | ok. 1 grudnia 1976     | 25 października 2021   | Ciało #5    | podpiwniczenie    |
| Gregory John Godzik      | 17                     | 12 grudnia 1976        | 29 grudnia 1978        | Ciało #4    | podpiwniczenie    |
| John Alan Szyc           | 19                     | 20 stycznia 1977       | 29 grudnia 1978        | Ciało #3    | podpiwniczenie    |
| Jon Steven Prestidge     | 20                     | 15 marca 1977          | 6 stycznia 1979        | Ciało #1    | podpiwniczenie    |
| Matthew Walter Bowman    | 19                     | 5 lipca 1977           | 29 stycznia 1979       | Ciało #8    | podpiwniczenie    |
| Robert Edward Gilroy Jr. | 18                     | 15 września 1977       | 6 stycznia 1979        | Ciało #25   | podpiwniczenie    |
| John Antheney Mowery     | 19                     | 25 września 1977       | 27 stycznia 1979       | Ciało #20   | podpiwniczenie    |
| Russell Lloyd Nelson     | 21                     | 17 października 1977   | 6 stycznia 1979        | Ciało #16   | podpiwniczenie    |
| Robert David Winch       | 16                     | 10 listopada 1977      | 11 września 1979       | Ciało #11   | podpiwniczenie    |
| Tommy Joe Boling         | 20                     | 18 listopada 1977      | 11 września 1979       | Ciało #12   | podpiwniczenie    |
| David Paul Talsma        | 19                     | 9 grudnia 1977         | 16 listopada 1979      | Ciało #17   | podpiwniczenie    |
| William Wayne Kindred    | 19                     | 16 lutego 1978         | 16 maja 1979           | Ciało #27   | podpiwniczenie    |
| Timothy David O’Rourke   | 20                     | 16–23 czerwca 1978     | 9 stycznia 1979        | Ciało #31   | rzeka Des Plaines |
| Frank William Landingin  | 19                     | 4 listopada 1978       | 14 listopada 1978      | Ciało #32   | rzeka Des Plaines |
| James Mazzara            | 20                     | 24 listopada 1978      | 30 grudnia 1978        | Ciało #33   | rzeka Des Plaines |
| Robert Jerome Piest      | 15                     | 11 grudnia 1978        | 9 kwietnia 1979        | Ciało #30   | rzeka Des Plaines |

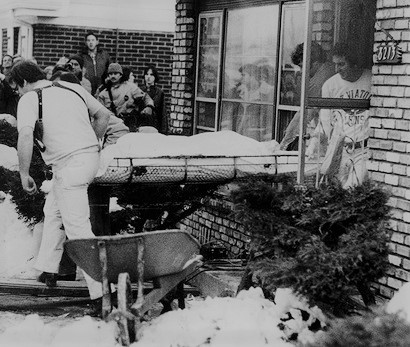
Śledczy wynoszący zwłoki znalezione w podpiwniczeniu, 23 grudnia 1978.

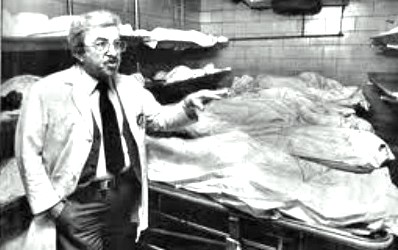
Stein na tle ekshumowanych ciał.

Ekshumację ciał ofiar Gacy’ego na terenie jego posesji nadzorował Stein. Podczas prac ekshumacyjnych podpiwniczenie podzielono na sekcje, a ciała numerowano według kolejności ich odnalezienia. Pierwsze odkryte ciało zidentyfikowano 6 stycznia 1979, kiedy to ustalono, że były to szczątki Jona Prestidge’a, nie stwierdzono jednak przyczyny śmierci. Jako jedne z pierwszych zidentyfikowano ciało #2 – 29 grudnia 1978 ustalono, że należało do Johna Butkovicha. 23 grudnia śledczy znaleźli kolejne trzy ciała w tym samym dole, co zwłoki Prestidge’a. Johna Szyca (#3) pochowano nad Gregorym Godzikiem (#4); obu zidentyfikowano 29 grudnia 1978. Ciało #5 zakopano pod Prestidge’em; znajdowało się 91 cm pod powierzchnią ziemi, na podstawie czego śledczy ustalili, że we wspólnym grobie złożono je jako pierwsze.
Poszukiwania wznowiono 26 grudnia i odnaleziono kolejne cztery ciała. #6 (14 listopada 1979 zidentyfikowane na podstawie dokumentacji stomatologicznej jako Samuel Stapleton) i #7 (zidentyfikowany 12 kwietnia 1979 jako Randall Reffett na podstawie porównania zdjęć rentgenowskich) pochowano w tym samym wykopie. Ciało Reffetta znaleziono w pozycji embrionalnej, ze szmatą jako kneblem w ustach, na podstawie czego wyciągnięto wniosek, że prawdopodobnie zmarł wskutek zadławienia. Na ciele #8 (Matthew Bowman) znaleziono opaskę uciskową zawiązaną wokół szyi. Ciało #9 (w maju 1986 zidentyfikowane jako Timothy McCoy na podstawie dokumentacji stomatologicznej i charakterystycznej klamry od paska) znaleziono pod warstwą betonu; w okolicach żeber i mostka ujawniono ślady ran kłutych, co sugerowało, że była to pierwsza ofiara Gacy’ego.
27 grudnia znaleziono osiem ciał. #10, zakopane pod wejściem do domu, należące do mierzącego 170–180 cm mężczyzny w wieku 17–21 lat, pozostaje niezidentyfikowane. Ciała #11 i #12 znaleziono w środkowej części podpiwniczenia, zakopane obok siebie i z garotami na szyjach; 11 września 1979 ciała zidentyfikowano jako Roberta Wincha i Tommy’ego Bolinga. Pod sypialnią dla gości znaleziono niezidentyfikowane ciało #13 – mierzącego 180–190 cm wzrostu mężczyznę w wieku 17–22 lat. Ciała #14 i #15 pochowano we wspólnym grobie z plastikowymi torbami na głowach. 29 marca 1980 – już po skazaniu Gacy’ego – zidentyfikowano je jako Michaela Marina i Kennetha Parkera. W przełyku #16 (Russell Nelson, zidentyfikowany 6 stycznia 1979) znaleziono szmatę użytą jako knebel, co wskazywało na śmierć przez uduszenie. Na siedemnastym ciele (16 listopada 1979 na podstawie badań radiologicznych zidentyfikowanym jako David Talsma), podobnie jak na kilku poprzednich, znaleziono materiał użyty jako garota.
Następnego dnia odkopano cztery ciała. #19 pochowano bezpośrednio pod sypialnią Gacy’ego; #18 (6 stycznia 1979 zidentyfikowane jako Michael Bonnin), z garotą na szyi, znajdowało się pod sypialnią dla gości. Dwudzieste (27 stycznia 1979 na podstawie dokumentacji stomatologicznej zidentyfikowane jako John Mowery) znajdowało się w północno-zachodnim narożniku podpiwniczenia.
29 grudnia ujawniono sześć kolejnych ciał. #22–24 i #26 pochowano we wspólnym grobie pod kuchnią i pralnią, a #25 (6 stycznia 1979 zidentyfikowane jako Robert Gilroy) pod łazienką. #26 pozostaje niezidentyfikowanym mężczyzną w wieku 23–30 lat, mierzącym ok. 160 cm wzrostu. #22 (17 marca 1979 na podstawie dokumentacji stomatologicznej zidentyfikowane jako William Carroll) znaleziono z materiałem będącym prawdopodobnie fragmentem odzieży w przełyku oraz parą skarpetek w okolicach miednicy. Zakopano je pod znalezionym dzień wcześniej ciałem #21, należącym do niezidentyfikowanego mężczyzny w wieku 15–24 lat i mierzącego ok. 180 cm wzrostu. Kości #23 (Rick Johnston, zidentyfikowany 1 stycznia 1979) i #24 były wymieszane ze sobą, a w ustach #24–26 znaleziono fragmenty materiału. Ostatnie ciało znalezione w podpiwniczeniu (William Kindred, zidentyfikowany 16 maja 1979) znajdowało się pod łazienką, w gardle ofiary także znajdował się materiał.
Ze względu na potężne śnieżyce, które nawiedziły Chicago w 1979, operację wstrzymano do marca, pomimo zapewnień Gacy’ego, że odnaleziono już wszystkie ofiary, jakie zakopał na terenie posesji. 9 marca pod patiem w ogródku znaleziono ciało #28 owinięte w plastikowe worki. Policjanci ustalili, że prawdopodobnie była to druga ofiara Gacy’ego, młody mężczyzna w wieku 14–18 lat, mierzący ok. 180 cm wzrostu. 16 marca pod jadalnią odnaleziono ciało Darrella Samsona.
30 czerwca 1978 ok. 10 km od mostu na autostradzie międzystanowej 55 znaleziono ciało, którego początkowo nie powiązano z Gacym. 9 stycznia 1979 na podstawie odcisków palców i charakterystycznego tatuażu zidentyfikowano je jako Timothy’ego O’Rourke’a. Autopsja nie wykluczyła, że przyczyną jego śmierci mogło być uduszenie. Po aresztowaniu Gacy’ego O’Rourke’a uznano za jego trzydziestą pierwszą ofiarę.
Podczas autopsji ciała Franka Landingina za przyczynę śmierci jednoznacznie uznano uduszenie własną bielizną, którą wepchnięto mu do gardła. Jego ciało także zidentyfikowano na podstawie odcisków palców. Po tym, jak w domu Gacy’ego znaleziono obligację wystawioną na Landingina dzień przed jego śmiercią, uznano go za trzydziestą drugą ofiarę. 28 grudnia ok. 1,5 km od mostu znaleziono kolejne ciało, które powiązano z Gacym. Dwa dni później zidentyfikowano je jako Jamesa Mazzarę; Gacy przyznał się do zamordowania go tuż po Święcie Dziękczynienia. Mazzarę uduszono.
9 kwietnia 1979 mężczyzna przechadzający się wzdłuż rzeki Des Plaines w hrabstwie Grundy znalazł rozkładające się, zaplątane w korzenie ciało, które wieczorem tego samego dnia na podstawie dokumentacji stomatologicznej zidentyfikowano jako Roberta Piesta. Autopsja wykazała, że przyczyną jego śmierci było uduszenie wywołane „przypominającym papier materiałem” wepchniętym mu do gardła.

### Niezidentyfikowane ofiary
Tożsamości pięciu ofiar nigdy nie udało się ustalić. Na podstawie zeznań Gacy’ego, położenia ciał w podpiwniczeniu i analizy kryminalistycznej policja ustaliła przybliżone daty ich śmierci:
1. Ciało #28: znalezione w ogródku – mężczyzna w wieku 14–18 lat – zabity pomiędzy 3 stycznia 1972 a 31 lipca 1975[97].
2. Ciało #26: znalezione w podpiwniczeniu – mężczyzna w wieku 23–30 lat – zabity pomiędzy 13 czerwca a 5 sierpnia 1976[254].
3. Ciało #13: znalezione w podpiwniczeniu – mężczyzna w wieku 17–22 lat – zabity pomiędzy 6 sierpnia a 5 października 1976[255].
4. Ciało #21: znalezione w podpiwniczeniu – mężczyzna w wieku 15–24 lat – zabity pomiędzy 6 sierpnia a 24 października 1976[256][s].
5. Ciało #10: znalezione w podpiwniczeniu – mężczyzna w wieku 17–21 lat – zabity pomiędzy 15 marca a 5 lipca 1977[257].

Jesienią 1979 kryminolog Betty Pat Gatliff opracowała na podstawie czaszek rekonstrukcje twarzy niezidentyfikowanych ofiar.

#### Wznowienie procesu identyfikacji
W październiku 2011 szeryf hrabstwa Cook Thomas Dart ogłosił, że wznowiono próby ustalenia tożsamości niezidentyfikowanych ofiar, co stało się możliwe dzięki rozwojowi profilowania DNA. Podczas konferencji prasowej poprosił o przekazanie próbek genetycznych krewnych mężczyzn zaginionych w całych Stanach Zjednoczonych pomiędzy 1970 a 1979 rokiem. Na podstawie nadesłanych materiałów udało ustalić się tożsamość trzech ofiar, wykluczyć z grona potencjalnych ofiar Gacy’ego znaczną liczbę zaginionych młodych mężczyzn oraz rozwiązać cztery niepowiązane z nim niewyjaśnione morderstwa, których dokonano w latach 1972–1979. W 2018 opublikowano zaktualizowane rekonstrukcje twarze ofiar #10 i #13.
W listopadzie 2011 na podstawie analizy DNA zidentyfikowano Williama Bundy’ego, którego rodzina niedługo po aresztowaniu Gacy’ego próbowała zdobyć dokumentację stomatologiczną zaginionego, żeby porównać ją z niezidentyfikowanymi ofiarami, ta jednak została zniszczona po przejściu dentysty Bundy’ego na emeryturę. W lipcu 2017 na podstawie badań DNA zidentyfikowano Jamesa Haakensona, a w październiku 2021 – dzięki genealogii genetycznej – Francisa Wayne’a Alexandra.

### Potencjalne ofiary
Po aresztowaniu Gacy oszacował, że łącznie zamordował około czterdziestu pięciu osób. Śledczym udało się powiązać z nim tylko trzydzieści trzy ofiary, a pomimo zburzenia jego domu i przekopania posesji do poziomu gliniastego podłoża pod fundamentami, znaleziono na niej dwadzieścia dziewięć ciał. Gacy przyznał także, że po ataku na Rignalla w marcu 1978 zaczął wrzucać ciała do rzeki, pozbywając się w ten sposób pięciu zamordowanych. Policjantom udało się powiązać z nim tylko cztery ciała wyłowione z Des Plaines. W późniejszym czasie na pytania, czy zamordował więcej osób, odpowiadał śledczym, że muszą ustalić to sami.
Sporne testy DNA i stomatologiczne przeprowadzone w latach 2012–2016 sugerują, że żadne z ciał znalezionych we wspólnym grobie, które w 1980 zidentyfikowano jako Kennetha Parkera i Michaela Marina, nie należy w rzeczywistości do Marina. Jego matka od samego uważała, że policja zidentyfikowała go błędnie, ponieważ ciało było ubrane inaczej niż Marino, kiedy widziała go po raz ostatni. Badania DNA wykonane po ekshumacji ciała przypisanego Parkerowi wykazały, że nie pomylono go z Marinem. Radiografia stomatologiczna wykazała, że ofiara zidentyfikowana jako Marino miała wszystkie zęby trzonowe, podczas gdy na zdjęciu rentgenowskim zaginionego z marca 1976 nie ma on wyrośniętego jednego trzonowca. Identyfikację podawano w wątpliwość również ze względu na to, że w znalezionym ciele brakowało dolnej części kości żuchwy, jednak ortodonta dokonujący identyfikacji wyraził przekonanie, że się nie pomylił.
23 maja 1978 w rzece Pecatonica w okolicach Freeport znaleziono ciało dwudziestopięcioletniego Charlesa Antonia Hattuli, który zaginął dziesięć dni wcześniej. Hattula pracował w PDM, a policja po zeznaniach Rossiego początkowo powiązała go ze sprawą Gacy’ego. Pracownikom znane były konflikty Hattuli z Gacym, a kiedy zaginiony któregoś dnia nie pojawił się w pracy, Gacy poinformował Rossiego i kilku innych pracowników, że ten utonął. W momencie śmierci Hattuli w podpiwniczeniu domu Gacy’ego nie było już miejsca, co wśród śledczych zrodziło przypuszczenia, że mógł pozbyć się ciała w Pecatonice. Podczas śledztwa policja z Des Plaines skontaktowała się ze śledczymi z Freeport, ci jednak stwierdzili, że Hattula rzucił się z mostu, a oficjalną przyczyną jego śmierci było utonięcie.
Funkcjonariusz policji Bill Dorsch wyraził przekonanie, że Gacy mógł zakopywać ciała ofiar także w okolicach chicagowskiego apartamentowca przy West Miami Avenue, w którym przez kilka lat pracował jako dozorca. W 1975 Dorsch, znający Gacy’ego z widzenia, zauważył go wczesnym rankiem z łopatą w rękach. Zapytany o nią odpowiedział, że wykonuje pracę, której nie zdążył zrobić w ciągu dnia. Według Dorscha także kilkoro mieszkańców zeznało, że w połowie lat 70. widziało Gacy’ego kopiącego doły na terenie posesji. W marcu 2012 biuro szeryfa hrabstwa Cook wniosło o pozwolenie na przeprowadzenie prac wykopaliskowych wokół apartamentowca, takowego jednak nie udzielono, wskazując na brak uzasadnionej przyczyny i negatywne wyniki przeszukania w 1998. Biuro szeryfa odwołało się, wskazując, że w 1998 dzięki badaniu radarowemu wytypowano czternaście miejsc, ale zbadano tylko dwa, a cztery spośród wówczas niezbadanych określono jako takie, w których z dużym prawdopodobieństwem mogły znajdować się ludzkie szczątki. Pozwolenie uzyskano w styczniu 2013, a prace wokół apartamentowca przeprowadzono wiosną z wykorzystaniem psów tropiących Federalnego Biura Śledczego i georadaru, nie odkryto jednak żadnych ciał.

## Potencjalni wspólnicy
Tuż po aresztowaniu Gacy powiedział śledczym, że kilku morderstw nie dokonał sam oraz pytał, czy aresztowano także „jego kolegów”. Na pytanie, czy osoby te były zaangażowane bezpośrednio w zabójstwa, odpowiedział twierdząco. W późniejszym czasie zeznał, że w kilka z nich zaangażowani byli Cram i Rossi. Zarówno obrońcy Gacy’ego, jak i niektórzy śledczy badający, czy ten mógł mieć współpracowników, stwierdzili, że w przypadku kilku zabójstw dowody na współudział są „przytłaczające”. W latach 80. Gacy przekazał profilerowi FBI Robertowi Resslerowi, że „dwóch czy trzech” pracowników PDM było obecnych przy niektórych morderstwach. Ressler uważał, że w śledztwie pozostają nierozwiązane wątki i nie potrafi wyjaśnić, jak jednej osobie udało się zamordować trzydzieści trzy osoby w kilku stanach, jednak Gacy ani nie potwierdził jego podejrzeń, ani im nie zaprzeczył. Rignall jest przekonany, że kiedy był torturowany przez Gacy’ego, w pewnym momencie całej scenie przyglądał się młody brązowowłosy mężczyzna, a w innej części domu zapaliło się światło.
Na trzy dni przed aresztowaniem funkcjonariusze śledzący Gacy’ego usłyszeli część rozmowy, jaką prowadził wychodząc z baru z dwoma pracownikami – Rossim i Edem Hefnerem. Gacy groził im słowami: „Lepiej mnie nie zawiedźcie, skurwiele. Jesteście mi to winni”, a Rossi miał zapytać w pewnym momencie: „I co? Zakopiesz nas jak tamtych pięciu?” Podczas wywiadu w celi śmierci Gacy stwierdził, że podczas jego procesu podejrzanych było także trzech pracowników PDM mających klucze do jego domu. Wskazał, że poza Cramem i Rossim miał je także pracujący z nim dawniej Phillip Paske – bliski współpracownik Johna Davida Normana i znajomy Crama. Pod koniec lat 70. Norman przewodził działającej w całych Stanach Zjednoczonych siatce handlarzy żywym towarem znanej jako Delta Project. Według śledczych co najmniej dwie osoby (Kenneth Parker i Michael Marino, po raz ostatni widziani niedaleko miejsca zamieszkania Normana) uprowadzone przez siatkę mogły stać się ofiarami Gacy’ego, co zrodziło przypuszczenia, że on sam mógł być z nią powiązany.
Gacy stwierdził, że nie było go w Chicago, kiedy zaginęło szesnaście spośród zidentyfikowanych ofiar znalezionych na jego posesji. Dwóch chicagowskich prawników przeanalizowało w 2012 podróże Gacy’ego i stwierdzziło, że nie było go w mieście kiedy dokonano co najmniej trzech zabójstw, co sugeruje, że mógł mieć co najmniej jednego wspólnika.
Śledczy zauważyli, że Robert Young, z którym w momencie zaginięcia podróżował Russell Nelson, złożył rozbieżne zeznania odnośnie do tego wydarzenia. Po złożeniu zawiadomienia o zaginięciu Young próbował zdobyć od rodziny Nelsona pieniądze na jego poszukiwania. Kiedy bracia zaginionego przyjechali do Chicago, zaproponował im pracę w PDM. Younga nigdy nie powołano na świadka podczas procesu Gacy’ego.

## John Wayne Gacy w mediach
- W 1992 powstał film telewizyjny Złapać mordercę, w którym w Gacy’ego wcielił się Brian Dennehy. Opierał się on głównie na śledztwie, jakie wszczęła policja z Des Plaines po zaginięciu Roberta Piesta[298].
- Okładkę albumu When the Kite String Pops zespołu Acid Bath zdobi obraz Johna Wayne'a Gacy'ego zatytułowany „Skull Clown”[299].
- Mark Holton zagrał zabójcę w filmie Gacy z 2003. Film przedstawia życie Gacy’ego od przeprowadzki do Norwood Park w 1971 do momentu jego aresztowania[300].
- W filmie telewizyjnym Szanowny panie Gacy w Gacy’ego wcielił się William Forsythe. Powstał na podstawie książki The Last Victim Jasona Mossa, który korespondował listownie z mordercą, kiedy ten przebywał w więzieniu; ostatecznie Gacy zaprosił Mossa na rozmowę osobistą w celi śmierci[301].
- Amerykański filmowy horror 8213: Gacy House opowiada o badaczach zjawisk nadprzyrodzonych, którzy spędzają noc w domu zbudowanym na miejscu domu Gacy’ego[302].
- Discovery Channel poświęcił Gacy’emu odcinek serialu The New Detectives: Case Studies in Forensic Science, w którym przedstawiono rozmowę zabójcy z Resslerem[303].
- Biography Channel wyemitował czterdziestopięciominutowy film dokumentalny o zbrodniach Gacy’ego[304].
- Gacy’emu poświęcono jeden z odcinków programu Psychic Investigators[305]. Przedstawia on konsultacje Kozenczaka z medium Carol Broman odnośnie do miejsca ukrycia ciała Piesta[306].
- Stacja telewizyjna Lifetime Movies w sierpniu 2015 wyemitowała odcinek serialu Potwór w rodzinie zatytułowany John Wayne Gacy. Pojawiają się w nim siostra Gacy’ego i jej córka, a całość skupia się na wydarzeniach, które mogły doprowadzić do tego, że Gacy zaczął zabijać[307][308].
- W marcu 2021 na platformie strumieniowej Peacock opublikowano miniserialu dokumentalny John Wayne Gacy: Devil in Disguise, przedstawiające wywiady z Gacym, śledczymi, którzy doprowadzili do jego zatrzymania, i szeryfem Dartem[309]. W czerwcu 2024 platforma zapowiedziała realizację miniserialu fabularnego pod tym samym tytułem, w którym w Gacy’ego wcieli się Michael Chernus[310].
- 20 kwietnia 2022 na Netfliksie udostępniono trzyodcinkowy miniserial dokumentalny Rozmowy z mordercą: Taśmy Johna Wayne’a Gacy’ego w reżyserii Joego Berlingera. Zawarto w nim niepublikowane wcześniej nagrane na taśmach magnetofonowych rozmowy Gacy’ego z jego adwokatem[311].
- Gacy, grany przez Dominica Burgessa, i jedno z dokonanych przez niego morderstw przedstawione zostaje w ostatnim odcinku miniserialu Netfliksa Dahmer – Potwór: Historia Jeffreya Dahmera z 2022. W 1994 bohaterowie oglądają wiadomości telewizyjne, których tematem jest zbliżający się termin wykonania wyroku śmierci[312].
- Robert Motta, syn jednego z obrońców Gacy’ego, opublikował podcast Defense Diaries, w którym przedstawiono niepublikowane wcześniej nagrania wywiadów przedprocesowych Gacy’ego z obrońcami[313].